# TBSラジオ
株式会社TBSラジオ（ティービーエスラジオ、英: TBS RADIO,INC.）は、TBSホールディングスの連結子会社で、関東広域圏を放送対象地域とする中波放送（AMラジオ放送）事業を行っている特定地上基幹放送事業者である。ラジオネットワーク、JRN（Japan Radio Network）のキー局である。
略称は厳密には存在してはいるが、ラテ兼営時代の通称かつラジオ分社以降の呼出名称（コールネーム）でもある現社名かグループ会社（兄弟会社）のテレビ単営局TBSテレビ共々TBSと表記される場合が多いため、略称が用いられる場合は滅多にない。
AM周波数が954kHzであることから関東ローカル向けにはTBSラジオ954または954 TBSラジオという呼称も使用されていたが、2015年12月7日よりFM補完中継局が周波数90.5MHzで開始したことからジングル等の変更が行われた。
コーポレートメッセージは「聞けば、見えてくる。」「ときめくときを。」。
本項では、法人としての『株式会社TBSラジオ』、および放送局としての『TBSラジオ』について述べる。

## 概要
1950年（昭和25年）、電波監理委員会はラジオ民間放送への門戸開放について、当面は東京2局、その他1局に対し認可を認めることとした。これに対し、個別に民間放送の準備を進めていた「朝日放送」（大阪の朝日放送と同じく朝日新聞社による計画）、「ラジオ日本」（毎日新聞社による計画）、「読売放送」（読売新聞社による計画）、「東京放送」（日本電報通信社による計画）の4社は、原安三郎らの仲介により合同を模索。開局申請を一本化することとし、1951年（昭和26年）1月10日に株式会社ラジオ東京（資本金1億5,000万円）として電波監理委員会に申請書を提出した。同年、12月24日19時に全国で6番目、東日本初の民間放送局として開局した。当時の局名はラジオ東京（ラジオとうきょう・社名も同じ）。1955年（昭和30年）テレビジョン放送事業参入の後、1960年（昭和35年）に社名が東京放送（とうきょうほうそう）に、略称がTBSに変更されて以降、ラジオ放送事業はTBSラジオと呼ばれることとなった。
開業当初、ラジオ東京、新日本放送、ラジオ九州の毎日新聞社系のラジオネットワーク、RAPPONの構想があったが、これが後にジャパン・ラジオ・ネットワーク（JRN）結成の前史となる。
2000年（平成12年）3月21日、東京放送の合理化の一環として、同局のラジオ番組の制作と、広告営業を主とするラジオ事業の現業全般を行う子会社として『株式会社TBSラジオ&コミュニケーションズ』（ティービーエスラジオ アンド コミュニケーションズ、TBS Radio & Communications, Inc.、略称：TBS R&C）が設立され、翌2001年（平成13年）10月1日、東京放送から中波放送の免許（周波数954kHz、コールサインJOKR）を承継し、一般放送事業者（現・民間特定地上基幹放送事業者）に事業転換した。しかし、この時点で既に「TBSラジオ」の名の方が広く浸透していたためにその社名と略称はあまり用いられず、2016年（平成28年）4月1日にその名に揃えて『株式会社TBSラジオ』に社名変更した。以降はTBS Rを略称としているがそれすら同じ理由で全く定着していない。「TBS R&C」「TBS R」共に東京放送→TBSテレビと当社を厳密に区別するためだけに用いられるのが実態であり、東京放送時代からの流れに加えてその運営体系も手伝い、TBSテレビやTBSHDとひとまとめにされる形で「TBS」と略記されるのが一般的であることは相変わらずのまま現在に至る。
その後、TBSグループの再編があり、東京放送から社名変更した東京放送ホールディングス（TBSHD）傘下に、テレビ放送事業者であるTBSテレビ（当社同様、テレビ番組制作会社から事業転換）と、ラジオ放送事業者である当社が置かれる体制へ移行した。実際はテレビ・ラジオ両社は勿論BS-TBSもTBS放送センター内に本社・演奏所を置く、アナウンサーが後述の理由で3波共通、スタジオも一部共有するなど、実質的には従前のラテ兼営局と同然の運営体系を取っている。それでも会社が別である以上、3社それぞれが日本民間放送連盟の会員となっており、民放連でも「TBSテレビ＝地上波テレビ単営」「TBSラジオ＝ラジオ単営」「BS-TBS＝BSテレビ単営」として扱われている。東京放送時代、ラジオでは時報前などの局名告知の際、「TBS、東京放送です」と言うことが多く、各電波の中でTBSラジオが最も社名を出していた。
広報活動の一環として、TBSラジオ番組パーソナリティのインタビューやイベント情報、横浜ベイスターズ情報や番組表などが掲載されたフリーペーパー「TBSラジオPRESS オトビヨリ」（1980年の発行開始から2021年4月までに誌名は「THE954」→「THE954PRESS」→「954press」→ 「TBSラジオPRESS」と変遷）を発行、都営地下鉄駅やイトーヨーカドー店舗（東京都・埼玉県・神奈川県・千葉県）、TBSハウジングなどで配布しており、郵送による取り寄せも受け付けている。2018年からは「TBSラジオfam（ファム）」の名称で同誌の配布サービスを行う施設を募集している。2020年2・3月号までは偶数月1回の発行だったが、4月号からは不定期発行となった。過去にはラジオ編成部による直出情報にて構成されたメールマガジン「954プレスメール!」を毎週金曜日に配信していた。分社化以前にはTBSテレビで放送終了前に深夜番組の番宣、スペシャルウィークにはそれ以外の時間帯でもプレゼント企画に関する告知CMなどテレビCMを放送したり、『ムー一族』や『ザ・ベストテン』『キャッチアップ』といった番組でTBSテレビのカメラがラジオスタジオへ入る事もしばしば見られたが分社化以後はそのようなことはなくなったか、テレビの企画でカメラが入るケースは分社化後も稀に見られる。
ロゴマークは企業ロゴと放送局ロゴで分かれていたが、2020年4月のロゴ変更により統一された。以前の企業ロゴは、グループ共通の「TBS」ロゴの右に「ラジオ」（社名変更前は「RADIO & （改行）COMMUNICATIONS」）と書かれた青色のものであった。導入から2001年までは放送局ロゴも兼ねており、その際は「ラジオ」の右にさらに同じフォントで「954」が付け足されていた。
今後の予定として、広告収入の低迷による設備更新の費用負担や、ワイドFMとの二重投資などを解消するためAM（中波）を停波し、北海道・秋田を除く全国のAM放送を行う民放43社と合わせてFM放送への転換を計画していることを2021年6月15日に発表した。現行の制度ではAM局がFM局に転換することは難しいため、2022年度に法規制の改正を行い、2028年秋の免許更新時にFM放送へ一本化する計画である。総務省は2024年2月にAMの停波実証実験を行う予定であるが、AM放送の送信所が埼玉県戸田市の親局しかないことや東京都墨田区の東京スカイツリーから送信されるワイドFMの電波が届きにくい北関東3県（群馬県・栃木県・茨城県）の聴取者への影響が大きいことからTBSラジオを含む在京AMラジオ3局（TBSラジオ・文化放送・ニッポン放送）は停波実証実験に参加しない予定である。

## 聴取率
TBSラジオの放送対象地域では、ビデオリサーチが1990年から、東京駅から35km圏内における居住者の聴取状況（個人聴取率）を偶数月（2月・4月・6月・8月・10月・12月）に調査している。調査期間は基本として第3週の7日間だが、2009年までの4月・6月・8月には2週間にわたって実施していたほか、オリンピックの開催年には開催期間中（冬季は2月・夏季は8月）のみ期間を変更している。
TBSラジオは、2001年（平成13年）8月から2021年4月分までの聴取率調査で、119期（19年10か月）にわたって聴取率トップの座を維持。この時期には、「首都圏で一番聴かれているラジオ局」とも称していた。
長年にわたって聴取率が好調だった背景には、JRN（TBSラジオが基幹局）やJNN（東京放送→TBSテレビが基幹局）といった全国規模のニュースネットワークの豊富な取材力を生かしたニュース・情報番組が、ラジオ番組に長年親しんできた世代（50 - 60代）から手厚い支持を受けていたことが挙げられている。放送対象地域が同じ関東広域圏で全国ラジオネットワーク（NRN）の基幹局である文化放送やニッポン放送と違って、平日の深夜に『ハローナイト』の放送を開始した1986年（昭和61年）秋の改編から一時期を除いて聴取者層の年齢を上記の局より高めに設定。聴取率の調査対象者が2001年（平成13年）10月期より69歳まで引き上げられたことも、TBSにとっては追い風になっていた。

### 聴取率よりも「radiko」でのアクセスデータを重視する方針への転換
2018年10月までのTBSラジオは、前述した聴取率調査の対象週を、他の調査対象局と同じく「スペシャルウィーク」に設定。期間中に予算を増額したうえで、期間外のレギュラー放送では予算などとの兼ね合いで招きにくい特別なゲストを期間中の自社制作番組に迎えたり、聴取者向けのプレゼントを手厚くしたりするなどの施策で聴取率の上昇や単独首位の維持を図ってきた。しかし、読売広告社を経て調査対象局の1つで1988年開局のFM単営局のJ-WAVEで編成部長を務めた三村孝成が2018年6月に代表取締役社長へ就任したことを機に、同年12月から既存の聴取率調査に対する方針を転換。営業上は調査データの活用を続けながらも、放送上は「スペシャルウィーク」の設定や上記の施策を取り止めている。
TBSラジオでは、「スペシャルウィーク」の廃止などに踏み切った理由として、radikoでのサイマル配信開始（2010年）を機に聴取者数を「ラジオ365データ」（実測値）としてリアルタイムで把握できるようになったことを明言。2010年代の後半からは、後述するようにレギュラーパーソナリティの高齢化が進んでいることなどを背景に、自社制作で長年放送されてきた生ワイド番組を相次いで終了。ラジオ東京時代の1952年から続けてきたプロ野球中継の自社向け放送業務も2017年限りで完全に終えるなど、年2回（4月・10月）の番組改編のたびにタイムテーブルを大幅に変更しながら、パーソナリティや「メインターゲット」に当たる聴取者の世代交代を図っている。
「聴取者が聴取する局の周波数や番組をあまり変えない」という意味で「習慣のメディア」とされるラジオの世界で、TBSラジオが上記の「改革」へ舵を切った背景には、ラジオ番組への総接触時間が他のメディアに比べて少ないことや、関東地区の聴取率が2ヶ月に1回のアンケート調査でしか把握できないばかりか、収益や広告料と連動しなくなっていることが挙げられている。2021年10月の時点で「UXプランニング部長」として編成部門を率いていた萩原慶太郎によれば、このような現状の下で、「聴取率調査を『（ラジオでの広告効果を測るうえで）唯一の指標』として信じ続けても良いのか?」「普段の放送とは違う企画で聴取率を『盛る』かのようなスペシャルウィークや、高齢者の聴取をとりわけ意識した番組作りの結果として聴取率1位を獲得することは、今後のラジオ業界にとってどれほど有益なのか?」といった課題が社内から提起されたことが「改革」のきっかけになったという。萩原は、「古くからのリスナーさん（既存の聴取者）を大切にしつつも、多様な価値観を提供してきたこと」「こだわりのトークの面白さを追求してきたこと」をTBSラジオの強み、「在京他局に比べて長寿番組が多い一方で社員数が少ない故に、『トライアル』や『チャレンジ』に打って出る機会が少ないこと」を弱みに挙げたうえで、「他局との争いには興味がない。むしろ、リスナーの総数をTBSらしいアプローチで増やすことが大事」「新規（聴取者）層の開拓を目指せば、聴取率は自然と1位でなくなるので、現状では『1位だけ』にこだわる必要はない。今後は（前述した弱みを克服しながら）リスナーさん（聴取者）から愛される番組を3～4年のスパンで作らなければならない」とも語っている。
このような矢継ぎ早の「改革」が、リスナーの聴取習慣ばかりかTBSラジオの社風にも影を落としていることは否めない。2021年6月分の聴取率調査ではJ-WAVE、同年10月分の調査ではTOKYO FMが単独首位を初めてマーク。TBSラジオは、2022年4月改編後最初の調査（同月第3週実施分）で、全体の順位を4位にまで下げた。「改革」を機に重視しているradikoでの番組聴取者総数でも、首都圏の全ラジオ局における月単位のデータによれば、2022年には全ての月で1位のニッポン放送に水をあけられていたという。事情や背景は異なるものの、同年からは「聴取率を高い水準で維持しながら平日に長らく放送されてきた自社制作の生ワイド番組（『伊集院光とらじおと』『赤江珠緒　たまむすび』）が、パーソナリティ（伊集院光・赤江珠緒）からの降板の申し入れを機に出演者の異なる関連番組ごと終了する」という事態が相次いでいる。
これに対して、上記の「改革」以降に誕生した『パンサー向井の＃ふらっと』『荻上チキ・Session』『アシタノカレッジ』『武田砂鉄のプレ金ナイト』『こねくと』『金曜ワイドラジオTOKYO　えんがわ』『アフター6ジャンクション2』などの自社制作の生ワイド番組では、YouTubeでの「生配信」（スタジオ動画の音声付きサイマル配信）を通じてTBSラジオの放送対象地域（関東広域圏）外からの聴取にも対応。さらに同局では、ポッドキャスト限定で定期的に配信される音声コンテンツの制作に活路を求めている。
三村は2023年6月に代表取締役社長を退任。後任はTBSテレビ出身の林慎太郎で、三村は退任を機に、代表権のないTBSラジオの会長職へ異動した。2023年度に入ってからは、関東地区の聴取率調査と重なる放送週限定のリスナープレゼント企画が一部の生ワイド番組で事実上復活している。2024年には、営業担当者によるCM素材の無断差し替えが発覚したことを受けて、三村が9月30日付で会長職を退任。林は社長職にとどまりながらも、10月1日付で代表権を返上した。

## 支社・支局
- 横浜支局 〒231-0015 横浜市中区尾上町3丁目43 横浜パークサイド関内2階
- 大宮支局 〒330-8669 さいたま市大宮区桜木町1丁目7-5 大宮ソニックシティビル28階
- 関西支社 〒530-0001 大阪市北区梅田2丁目5-25 ハービスOSAKA11階
- 名古屋支局 〒450-6312 名古屋市中村区名駅1丁目1-1 JPタワー名古屋12階

横浜・大宮支局はTBSラジオ単独、関西支社、名古屋支局はTBSHD・TBSテレビと同居。1970年代〜1980年代のラテ兼営時代には広島支局を置いていた。

## 聴取手段
- 呼出符号（コールサイン）：JOKR
- 呼出名称（コールネーム）：てぃいびいえすらじお
- 周波数：954kHz
- 空中線電力：100kW

### 戸田送信所
| 呼出符号 （コールサイン） | 呼出名称 （コールネーム） | 周波数 | 空中線 電力 | 所在地                                            | 備考                                                                                 |
| ------------------------- | ------------------------- | ------ | ----------- | ------------------------------------------------- | ------------------------------------------------------------------------------------ |
| JOKR                      | TBSラジオ                 | 954kHz | 100kW       | 埼玉県戸田市 氷川町 3丁目3番51号 （戸田競艇場前） | AMモノラル放送 送信所の土地・建物はTBSHDの所有。 送信設備の保守は自社で行っている 。 |

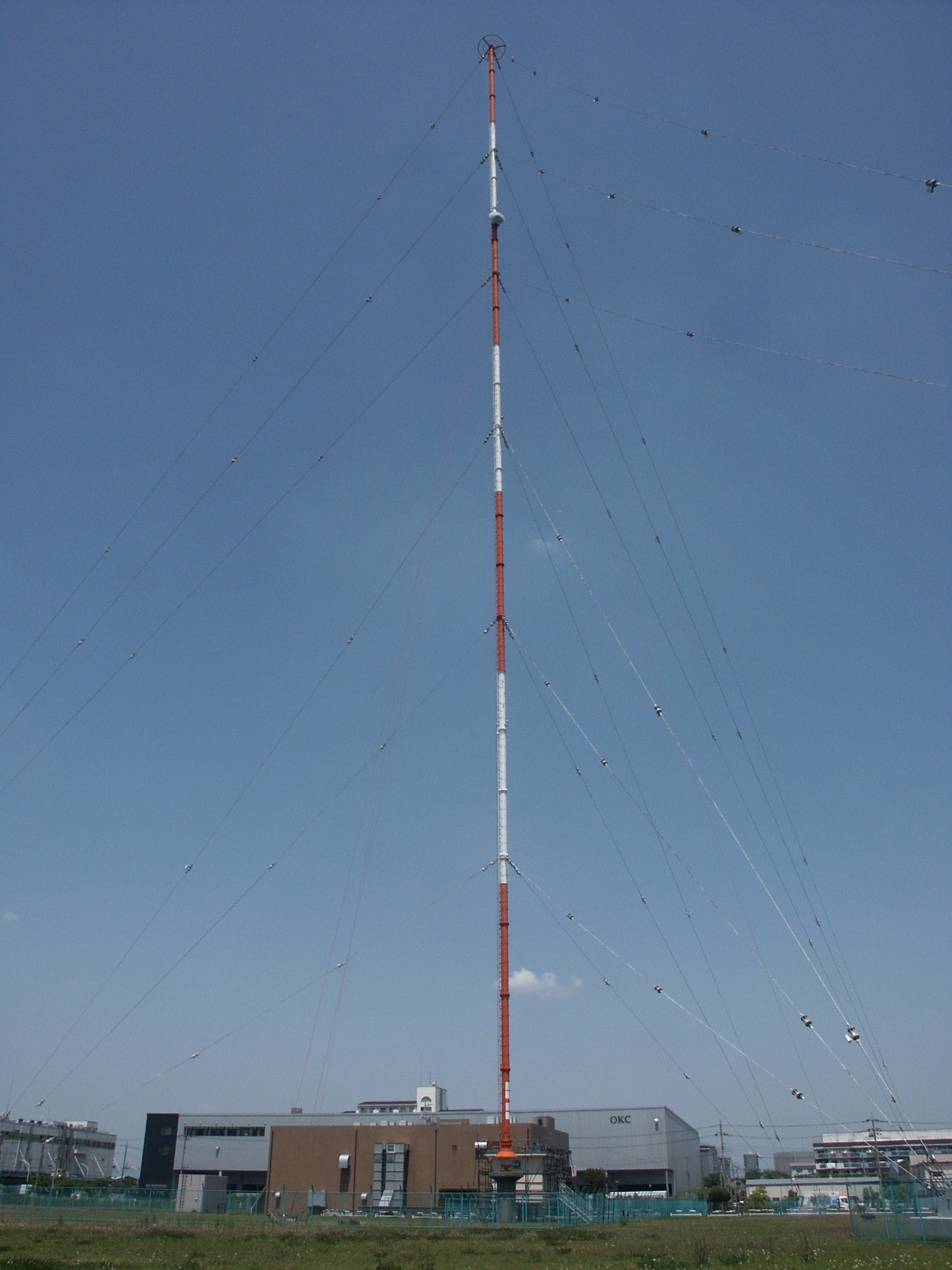
送信アンテナ

- TBSラジオ・クリーンサタデーキャンペーン
  - TBSラジオ戸田送信所では、2018年12月8日の放送開始から、送信所の発電をみんな電力株式会社（現・株式会社UPDATER）提供の再生可能エネルギーに全面的に切り替えて送信を行っている。TBSラジオが取り組む環境保全の国際的な課題解決への一環とするとともに、「リスナーの皆さんとともに環境問題について考え、新しい行動を起こしていく」取り組みの一環として、毎週土曜日の早朝～夕方のワイド番組において、様々な環境問題の取り組みを、リスナーや各団体などから募集する「TBSラジオ・クリーンサタデーキャンペーン」をおこなっている[26]。
- 聴取可能エリア
  - 同社が公表している聴取可能エリアは、関東地方の1都6県を完全にカバーしており、周辺県の50%（福島・長野50%、静岡70%、山梨100%、新潟5%各人口比）も良好〜実用上聴取可能な範囲としている[27]。
  - 大島地区を除く東京都島嶼部では、送信所からの距離の関係で、一部の限られた狭い地域を除き、電波が電離層に反射して届く夜間のみの受信に限られるが、2010年3月15日以降はradikoを利用することで、インターネット回線必須ではあるが、安定して聴取可能となっている。
  - スピルオーバーによって、終日北は福島県郡山市、西は山梨県富士吉田市近辺、静岡県中部まで聴取可能で、海上伝搬という特性により佐渡島南岸や能登半島東岸も比較的良好に受信できる。夜間は日本国内・近隣諸国を含めて他に954kHzを使用している中波放送が無いため全国的に聴取可能である。
  - 但し、北海道室蘭市、滋賀県彦根市、徳島県徳島市、長崎県五島市、青森県青森市、鳥取県米子市、山口県萩市、愛媛県松山市、佐賀県佐賀市周辺では、NHKラジオ第1放送の周波数（945kHzまたは963kHz）が近いため、夜間でもやや聴取困難。
  - 送信所上空に雷雲が発生した場合、聞き取りづらくなる現象があり、その際は番組中にパーソナリティが「戸田送信所付近で雷雲が発生しているため、お聞き苦しい場合があります。」という断りのアナウンスを入れている。
- 同一箇所に57mの予備アンテナも設置している。その周辺はTBS企画が管理する駐車場にもなっている。
- 当地両アンテナが使用不能になった場合に備え、赤坂社屋に隣接する赤坂パークビル屋上に予備送信所（1kW）がある[28]。

### 墨田FM補完中継局
2015年12月7日 13:00より、FM補完中継局からの放送を開始した。戸田送信所被災時に放送できなくなった時の対策や、都心部での高層建築物による難聴取や雑音などの解消を目的として放送を行う。AM放送での補完目的で放送されるため、AMとFMのサイマル放送となるが、AMはモノラル放送なのに対し、FMはステレオ放送である。
| 周波数  | 空中線電力 | 実効輻射電力 | 所在地                                            | 聴取可能エリア                                           |
| ------- | ---------- | ------------ | ------------------------------------------------- | -------------------------------------------------------- |
| 90.5MHz | 7kW        | 57kW         | 東京都墨田区押上1丁目1番13号 （東京スカイツリー） | 東京都23区 埼玉県・千葉県・神奈川県の主要都市 および周辺 |

### radiko
パソコン・スマートフォン向けに地上波放送と同じ番組やCMをサイマル配信するサービス。2010年3月15日の試験配信開始より参加しており、当初は南関東1都3県（東京・神奈川・埼玉・千葉）が配信エリアだったが、同年12月1日の本サービス以降は北関東3県（群馬・栃木・茨城）でも配信されている。音声はモノラルに変更されたAMとは異なり、引き続きステレオで実施。
放送局記号は「TBS」（前述の通り本来はTBSテレビの意味）。

#### radikoプレミアム
2014年4月1日開始。radiko公式サイトのプレミアム会員登録（有料）を行う事で、前述の通常配信対象地域である関東1都6県外の日本国内でもradikoを利用した聴取を可能にするもの。ただし、エリアフリー配信許諾の都合上、2014年4月から2018年4月まで、以下のレギュラー番組放送中は1都6県外での聴取を遮断、休止していた。
- たまむすび内『おもしろい大人・月刊ニッキ』（第1水曜 15:00 - 15:30）
  - 放送当日の13:00 - 15:00はエリアフリーでも配信。コーナー自体は15:20過ぎまでであるが、当日のエンディング、その後のCMまで休止し、15:30の『荒川強啓 デイ・キャッチ!』開始と同時に配信を再開。タイムフリー配信においても同じ扱い。ただし、TBSラジオクラウドでは、音楽をカットした上で放送終了から1週間配信は行われていた。
- これ以外にも、ジャニーズ事務所所属タレントが各番組にゲスト出演する場合、出演部分及びその前後（ワイド番組の場合は基本的に15分区切り、箱番組の場合は全編）の配信を休止する他、特別番組に出演する場合も全編配信を休止していた（『たまむすび』など、ラジオクラウドでの配信がある番組の場合、通常通り配信は行われる）。

以下の番組は当初プレミアムでの配信が行われていなかったが、許諾処理を行った上で順次配信されるようになった。
- 林原めぐみのTokyo Boogie Night - 2014年6月以降配信。
- 今晩は 吉永小百合です - 2014年夏以降配信、ただし、2016年10月現在もほとんどのネット局でプレミアム配信が行われていない。
- 橋幸夫の地球楽団 - 2016年10月2日以降配信[注釈 11]。

### J:COMケーブルネットワーク
2014年5月27日からJ:COMのケーブルネットワーク（J:COMテレビのデータ放送の音声送信機能）を通じてのAMラジオ音声の再送信が行われている。
- 聴取可能エリア 東京都、神奈川県、埼玉県、千葉県、群馬県、茨城県の各J:COMサービスエリア。2014年10月以降は旧JCNエリアでも順次送信開始。

## 沿革

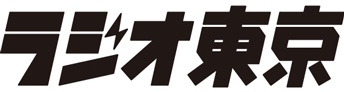
「ラジオ東京」ロゴ

### 1950年代
- 1951年（昭和26年）
  - 1月5日 - 東京都千代田区霞が関3丁目の化学工業会館に、創立事務所を開設[36]。
  - 1月10日 - 当時の郵政省の電波管理委員会へ、出力10kWでラジオ放送の免許申請書を提出[37][36]。
  - 2月24日 - 当時の郵政省の電波管理委員会へ、出力を10kWから50kWに変更するラジオ放送の免許申請補正書を提出[36]。
  - 2月25日 - 送信所を、埼玉県北足立郡戸田町（現在の戸田市）に決定する[38]。
  - 4月21日 - 郵政省（現：総務省）より、ラジオ放送の予備免許が交付される[注釈 13][37][38]。
  - 5月10日 - 株式会社ラジオ東京設立。化学工業会館にあった創立事務所が、そのまま本社となる[36]。
  - 7月30日 - 電通銀座ビル8階に管理部門が移転[39]。同時に、東京都千代田区有楽町1丁目（現在「新有楽町ビルヂング」がある位置）[注釈 14]の毎日新聞東京本社新館6階・7階をラジオスタジオとして改装。
  - 8月9日 - 戸田送信所の着工式（地鎮祭）を行う[40]。
  - 8月 - ラジオの番組制作を開始。初めの番組は、翌月1日から日本初の民放ラジオの本放送を始めた中部日本放送（CBC、現：CBCラジオ）と同日放送を開始した新日本放送（NJB、現：MBSラジオ）へネットした、『子供のための鞍馬天狗』だった[注釈 15][6][38][41]。
  - 11月2日 - 戸田送信所、初代アンテナを設置（電業工作（現：電気興業）社製。高さ129m、垂直支線式円管柱アンテナ）[42]。
  - 11月20日 - 戸田送信所、初代ラジオ送信機となる、米RCA社製の50KW送信機（型番：BTA-50FI）の据付工事を完了[注釈 16][43][44]。
  - 12月7日 - 13時、最初の試験電波を発射[38][40]。
  - 12月10日 - 毎日新聞東京本社新館内のラジオスタジオが完成し、編成・技術・営業等の部署が同所に移転[39]。
  - 12月15日 - 本免許交付（コールサイン：JOKR、周波数：1130kc、出力：50kW）[38][45]。
  - 12月17日 - 主調整室の火入れ式を挙行、試験放送を開始[38][45]。開局告知広告
当時はラジオでも聴取料を徴収していたNHKとは違い、JOKR（ラジオ東京のコールサイン）では聴取料はいただきませんとの但し書きがある。実際に先行開局したラジオ局では聴取料を騙し取る詐欺も発生していたため、こうして注意喚起していた[注釈 17]。

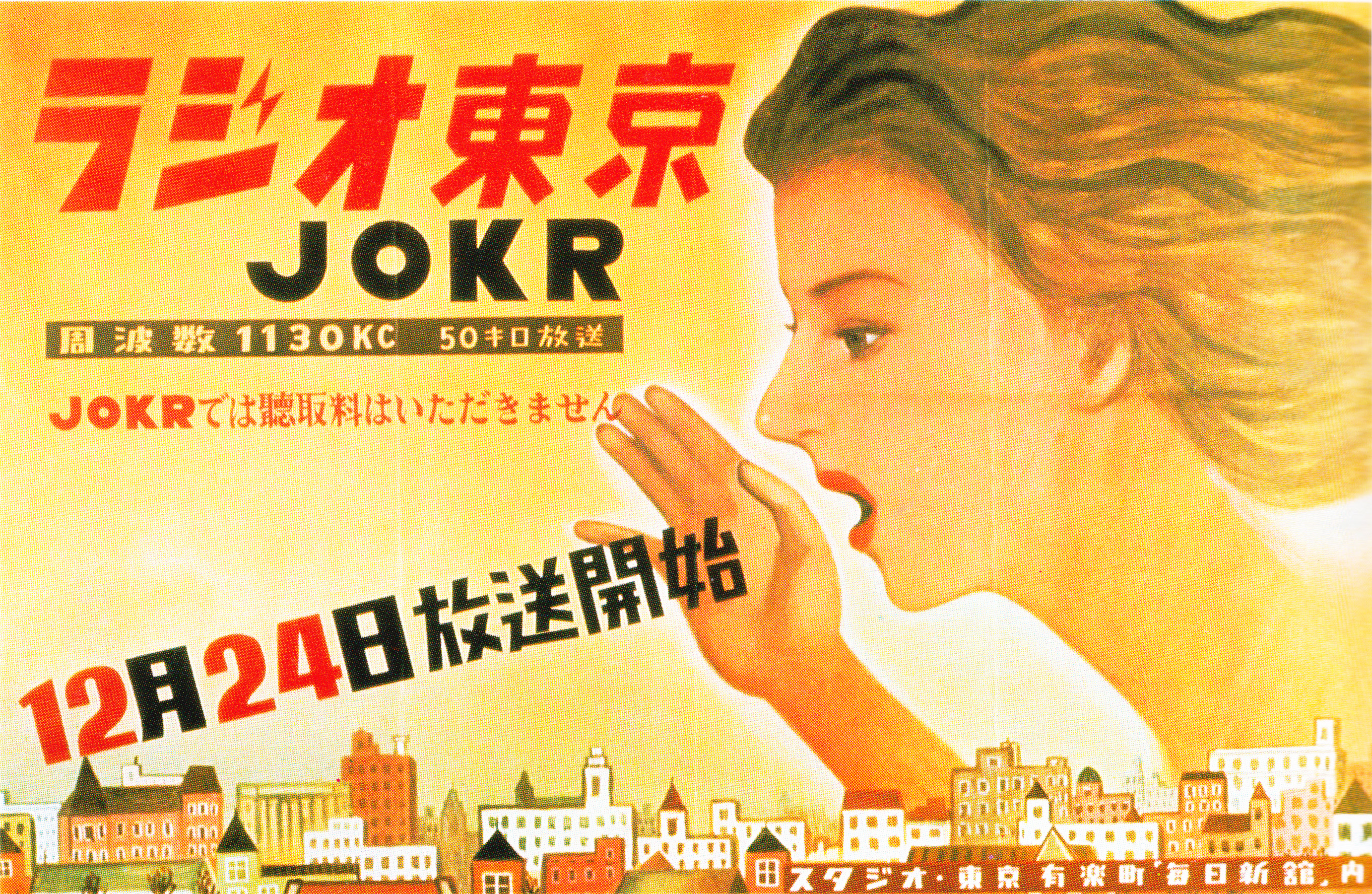
開局告知広告
当時はラジオでも聴取料を徴収していたNHKとは違い、JOKR（ラジオ東京のコールサイン）では聴取料はいただきませんとの但し書きがある。実際に先行開局したラジオ局では聴取料を騙し取る詐欺も発生していたため、こうして注意喚起していた。

  - 12月24日 - この日の19時に開局・本放送を開始[注釈 2][4]。
    - 午前10時より、毎日ホールの第1スタジオにて開局祝典が挙行[4]。
    - 開局前の13時・18時の2回、新橋演舞場より開局前夜祭を生中継で放送[38][47]。
    - 19時（午後7時）、時報に続き、「（ラジオ東京）シグナルミュージック」（オープニング版）が流れ、「みなさま、こんにちは。ラジオ東京でございます。いよいよ全ての準備を完了致しまして、只今12月24日、午後7時より放送を開始致しました。みなさまのラジオ東京でございます。」と放送開始アナウンスが行われ、開局・本放送開始。その後、同局本放送の最初の番組である15分間の『朝日・毎日・読売3社ニュース』が放送。後にファンファーレが流れ、足立正社長の開局の挨拶『視聴者の皆さまへ』が放送。その後、前夜祭中継をしていた新橋演舞場から開局祝中継となって戻った[4]。

  - 12月25日 - 午前6時半、この日の放送開始と共に定時放送に入る[45]。
    - この日の午前7時から22時まで、『朝日・毎日・読売3社ニュース』が当番制で毎正時に放送[48]。
    - 録音構成によるドキュメンタリー番組『ラジオスケッチ』が放送開始[46][48][49]。1969年4月12日の番組終了まで5527回に渡って放送される長寿番組となる[50]。
    - ラジオドラマ『チャッカリ夫人とウッカリ夫人』放送開始[46][48]。後に『ウッカリ夫人とチャッカリ夫人』と改題、1964年10月3日の放送終了まで、約13年間、全3993回の長寿番組となる[46]。
- 1952年（昭和27年）
  - 1月12日～26日 - 民放初の大相撲本場所中継を、CBC、NJB、ラジオ九州（RKB、現：RKBラジオ）と共同で行う[38][51]。
  - 3月12日 - 局初のプロ野球中継「巨人 対 毎日」を放送[38]。
  - 4月1日 - この日の23時、日本初の深夜放送とされる占領軍[注釈 18]将兵及びその家族のための英語番組『イングリッシュ・アワー』放送開始[38][52][53]。
  - 10月1日 - 「歌のない歌謡曲」放送開始（2023年9月29日まで）[54]。
  - 10月18日 - 役員室及び管理部門が、有楽町1丁目の日比谷朝日生命館に移転[55]。
  - 12月24日 - 「ラジオ東京の歌」（作詞：岡部淳 作曲：米山正夫）を発表[55][56]。
  - 12月31日 - 『ゆく年くる年』の前身となる『新年の鼓動』（番組）放送[55]。
  - 東京都庁の広報番組『都庁だより』放送開始。現・『都民ニュース』。
- 1953年（昭和28年）
  - 4月19日 - 同局初の開票速報（第26回衆議院議員総選挙）を放送。全当選者の声を放送[57]。
  - 7月5日 - 『ホーム子供コンクール』（現在の『こども音楽コンクール』）放送開始[57][58]。
  - 8月15日 - 周波数を950kcに変更[57][59]。1130kcは財団法人日本文化放送協会（現：文化放送）に譲渡される。
  - 12月1日 - "KRT"を略称とする。「Kabusikigaisha Radio Tokyo」から由来するが、テレビ放送開始をにらんだ「JOKR-TV」にも因むといわれる。実際、TBSテレビの源流となるラジオ東京テレビはこのコールサインで開業しているが、世間一般にはほとんど浸透していなかった。最終的にJOKR-TVのコールサインは後述の理由で返上したため「JOKR-DTV」は存在しない[57][60]。
  - 12月31日 - 民放ラジオ6局による6元ネット中継『ゆく年くる年』放送[57]。
- 1954年（昭和29年）
  - 5月24日 - 事務室の一部を、毎日新聞東京本社新館に隣接する農協ビルに移転[39]。
  - 7月4日 - 番組『ホーム子供コンクール』がこの日から番組名を『ラジオこどもコンクール』に変更[57][58]。
  - 7月15日 - 農協ビル内に増設されたラジオ東京ホール（TBSホールの前身）が杮落とし[61]。
  - 7月23日 - ラジオ東京ホール初の公開番組『私たちの音楽』をこの日に収録[61]。
  - 10月26日 - 浪曲の素人のど自慢番組『浪曲天狗道場』開始。人気を博し翌30年以降の聴取率調査では20％前後を保ち、放送終了までの6年間、民放首位の座にあった[62][61]。
  - 11月27日 - この日開催中の「第3回全日本オーディオフェア」にて、文化放送・ニッポン放送と共同で、モノラル3波を使った、3チャンネルステレオ放送である聴取者向けの3元立体放送を初めて実施（「1954年のラジオ (日本)#特別番組」のページも参照）。ラジオ東京は、第2部の「ドラマ『われを呼ぶわが唄』」を制作[61][63][64]。
- 1955年（昭和30年）
  - 1月 - 民放初のCM効果調査を実施[53]。
  - 4月1日 - テレビ本放送開始[53][65]。
  - 4月8日（7日深夜） - 深夜番組『イングリッシュ・アワー』に於いて、民放ラジオ初の高音質ハイファイ放送番組『ハイ・フィディリティ・タイム（ハイファイ・タイム）』開始[注釈 19][65][66][67][68]。
  - 12月31日 - 局初のラジオ・テレビ同時年末特別番組として、日劇から、『1955年オールスター歌合戦』を放送[65][69]。
- 1956年（昭和31年）
  - 3月12日 - 『秋山ちえ子の談話室』の前身となる『昼の話題』放送開始、初代担当は、中村要輔と金子亜矢子だった[70]。
  - 3月30日 - この日の『ラジオこどもコンクール』で、新日本放送との2元録音にて、初の東西大会を行う[65][58]。
  - 5月20日 - 『ラジオこどもコンクール』が、前述の初の東西大会を機に全国展開を図る方針となり、この日から番組名を、現在も続いている『こども音楽コンクール』へ変更して放送開始[58][71]。
  - 11月 - 民放初の五輪中継となるメルボルンオリンピックの中継を実施[53][71]。
- 1957年（昭和33年）
  - 4月1日 - この日開始した番組「東京ダイアル」で、初のヘリコプターによる中継を導入する[66][72]。
  - 9月2日 - 『昼の話題』、女性の担当者がこの日から秋山ちえ子に交代[70]。これが後に『秋山ちえ子の談話室』と番組名の変更を得て、長寿番組への始まりとなる。
- 1958年（昭和33年）
  - 5月4日 - 『TBSラジオ エキサイトベースボール』の前身として東芝を冠スポンサーに迎え、局として初の定時中継であるプロ野球中継を『東芝ナイター』として日曜日夜の1時間で開始[72]。
  - 6月2日 - 『ネットワークトゥデイ』の前身である『ニュースハイライト』放送開始[73]。
- 1958年（昭和34年）
  - 11月10日 - 役員室及び管理・営業部門が赤坂のテレビ局舎に移転[39]。
  - 12月21日 - プロ野球の大洋ホエールズ（現在の横浜DeNAベイスターズ）と、テレビ・ラジオ双方にて、実況中継放送の独占契約を締結[74]。

### 1960年代
- 1960年（昭和35年）11月29日 - 「株式会社東京放送」に商号変更し、略称を「TBS」とする[注釈 20][53][75]。当時の新聞の番組表には、「東京ラジオ」と表記されていた。
- 1961年（昭和36年）

TBS 旧筆記体ロゴ

- 5月10日 - 戸田送信所、高床式新局舎での運用を開始。それに伴い、メインのラジオ送信機が2代目（NEC製 型番：MB-113C型）に変更（初代の米RCA社製も引き続き使用）。
- 8月1日 - 業務用マーク制定（原案：今道潤三（当時の社長）、制作：市川景）。電波のイメージと筆記体の「TBS」をアレンジしたもので、CI導入の1991年9月30日まで長く使用された。ラジオ用としてはこのロゴの横に斜体で「ラジオ」、さらに周波数のロゴを付け加えていた。

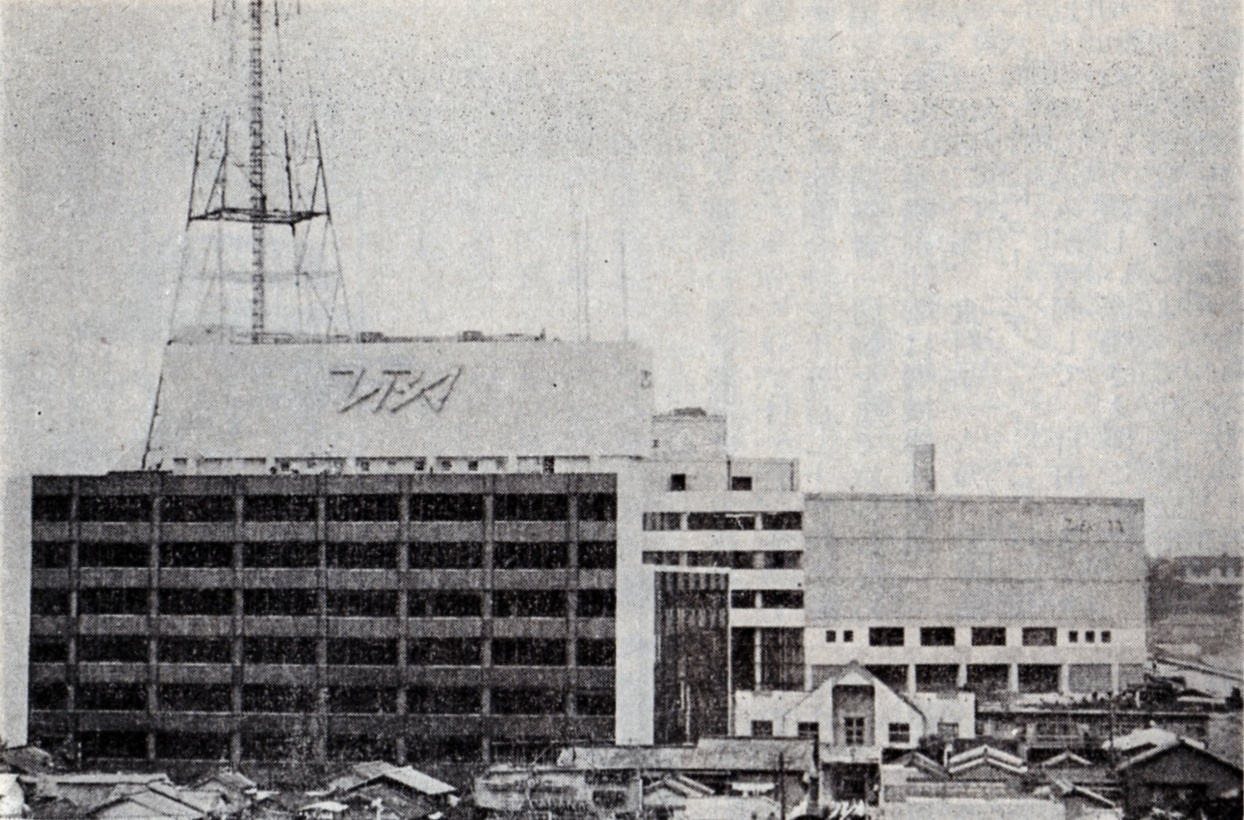
旧社屋竣工当時の外観（1961年）

- 10月12日 - 東京都港区赤坂一ツ木町（現在の赤坂5丁目）のテレビスタジオ隣に、本社社屋（初代TBS本社、後の「赤坂メディアビル」）完成。ラジオスタジオ及び本社機構の全てが移転し、全機能を同所に集約させた。
- 11月30日 - ラジオ放送が前述の本社社屋からの放送へ移行、開始。
- 12月1日 - 社名呼称を「TBS」に統一、公用文等を除き、原則「東京放送」を使用しない。

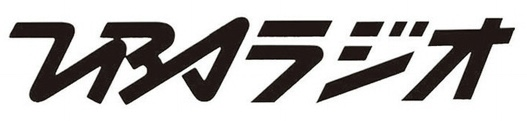
TBSラジオ 筆記体時代のロゴ（1961年8月 - 1991年9月29日）

- 12月24日 - 創立10周年記念企画として、「TBSソング」（中村メイコ作詞・神津善行作曲）の放送を開始。

- 1962年（昭和37年）
  - 4月13日 - 日本初のラジオ1波による、自社で開発したAFM（AM/FM）方式のAMステレオ放送の無線実験局の予備免許取得[79][80]。
  - 6月9日 - 『イングリッシュ・アワー』放送終了[52]。
  - 6月21日 - AFM方式のAMステレオ放送の試験電波を発射[79][81]。
  - 6月30日 - AFM方式のAMステレオ放送実験局の本免許を取得(コールサイン：JO2KR)[79][81]。
  - 7月21日 - この日から毎週土・日の放送終了後の30～45分間に於いて、AFM方式のAMステレオ放送実験電波の送信を開始[79][81]。
- 1963年（昭和38年）
  - 2月3日 - AFM方式のAMステレオ実験放送番組『ラテン・リズムをどうぞ』放送開始[79][82]。
  - 2月26日 - 一部時間でパンチカード式の自動番組制御装置（APS）運用開始[79]。
  - 4月9日 - この日番組開始の『TBSナイター』から、プロ野球ナイトゲームの試合開始から終了までの完全中継を、シーズン中、毎週月曜日を除く毎日放送する様になる[79]。
  - 6月14日
    - APSによる放送時間運用の大幅拡大を行う[83]。
    - 1964年（昭和39年）6月までのAFM方式のAMステレオ放送実験局の第2次免許が下りる[84]。

  - 12月30日 - 全時間帯にて、APSによる運用を開始[83]。
- 1964年（昭和39年）
  - 6月28日 - AFM方式のAMステレオ放送実験局の再免許申請を行わなかった為、この日放送の『ラテン・リズムをどうぞ』の最終回をもって、同実験放送を終了[82][84]。
  - 7月8日 - MBSラジオ、RKBラジオと暫定ネットワーク契約を締結[85]。
  - 7月13日 - 昼の生ワイド番組『オーナー』放送開始。その中での1コーナーに「こども電話相談室」が登場。1966年10月1日の同番組終了2日後の10月3日から独立した全国ネット番組『全国こども電話相談室』となり、後にリニューアル等を重ねて、2008年9月28まで放送[86]。
  - 7月19日 - 『バックグラウンド・ミュージック』放送開始（2009年3月29日まで）[87]。
  - 7月 - CMの送出にカートリッジテープを導入[85]。
  - 10月10日 - 東京オリンピック開催、18の競技を中継する[85]。
- 1965年（昭和40年）
  - 4月26日 - 初の朝の生ワイド番組『おはよう東京』放送開始[88]。
  - 5月2日 - ラジオネットワーク「JRN」（Japan Radio Network）を加盟30社で結成[注釈 22][85]。
- 1967年（昭和42年）
  - 1月2日 - 永六輔の番組『どこか遠くへ』（1969年10月6日から『永六輔の誰かとどこかで』に改題し2013年9月27日番組終了）放送開始[89]。
  - 8月1日 - （7月31日の深夜）日曜日の深夜を除く終夜（深夜）放送を開始。これに伴い、『パックインミュージック』放送開始[90]。
  - 8月15日 - 終戦記念日のこの日、番組「昼の話題」の中で、担当の秋山ちえ子が、土家由岐雄作の「かわいそうなぞう」の朗読を行い、以後2015年まで毎年この日に朗読するようなる（2016年以降も、日は前後することはあるものの、TBSのアナウンサーらによって毎年引き続き行われている）[注釈 23][91][92]。
- 1969年（昭和44年）
  - 3月8日 - 東京放送労働組合がベースアップを求めて一部ストライキを実施[93]。
  - 8月2日 - ラジオセンターが完成し自動化、CM一本化、新水晶時計採用[94]。
  - 10月6日 - 『毒蝮三太夫のミュージックプレゼント』放送開始[95]。同局の長寿看板番組の1つとなる（2025年4月現在も継続中）。

### 1970年代
- 1970年（昭和45年）
  - 4月12日 - 『TBSエキサイトナイター』放送開始[96]。
  - 4月13日 - 『昼の話題』が、この日から『秋山ちえ子の談話室』に番組名を変更（2002年10月4日に終了）[97]。
  - 5月16日 - 毎週土曜の生ワイド番組『土曜ワイドラジオTOKYO』の初代となる、『永六輔の土曜ワイドラジオTokyo』放送開始[98]。
- 1971年（昭和46年）
  - 10月4日 - 平日朝の生ワイド番組『こんちワ近石真介です』放送開始[99]。これにより、早朝・夜間を除く生ワイド編成化が完了する[100]。
  - 11月1日 - ラジオの出力を100kWに増力。これに伴い、メインのラジオ送信機が3代目に変更（NEC製 蒸発冷却式・出力管：9T70A）。2代目のNEC製のそれは、予備機として引き続き運用。初代の米RCA社製は廃用となり、RKB毎日放送へ譲渡される[101][102]。
- 1972年（昭和47年）
  - 4月10日 - 当時の同局アナウンサー、榎本勝起がパーソナリティーのお昼の生ワイド番組『榎さんのお昼だよ〜!』放送開始[99]。
  - 4月15日 - 当時の同局アナウンサー、大沢悠里がパーソナリティーの土曜早朝の生ワイド番組『土曜日です おはよう大沢悠里です』放送開始[99]。
  - 12月4日 - 全国同時ネット生番組『日本全国8時です』放送開始[103]。
- 1973年（昭和43年）
  - 1月8日 - 全国ネット番組『小沢昭一の小沢昭一的こころ』放送開始（2012年12月28日終了）[104]。
  - 4月16日 - 若山弦蔵がパーソナリティーの平日夕方の生ワイド番組『おつかれさま5時です』放送開始（1983年4月11日に『若山弦蔵の東京ダイヤル954』に改題）[105]。
  - 7月 - 戸田送信所の無人運用を開始する[106]。
- 1974年（昭和49年）
  - 4月1日 - それまでの読売新聞社・朝日新聞社・毎日新聞社3社の交互提供による、『3社ニュース』を取り止め、TBS報道部の自主編集による『TBSニュース』の放送を開始。
  - 9月3日 - 全国ネット深夜番組『歌うヘッドライト』放送開始（2001年9月29日終了）[107]。
  - 10月7日 - ナイターのオフシーズン番組としてJRN10周年記念で初の23局共同制作番組『日本!あの人この人』が放送開始。1975年のナイターシーズンの中断を挟み、1976年4月2日まで放送[108]。
- 1975年（昭和50年）4月7日 - 全国ネット番組『サウンズ・ウィズ・コーク』放送開始（1991年4月6日終了）[109]。
- 1977年（昭和52年）
  - 『サウンズ・ウィズ・コーク』内の企画で、この年から毎年、同番組の冠スポンサーである日本コカ・コーラとの共同主催で、「フレッシュサウンズコンテスト」を開催。第1回の全国大会は同年8月29日に開催。以後、番組終了前の1990年まで続く[110]。
  - 10月29日 - 第1回TBSラジオまつり開催に伴い、特別編成を行う[111]。
- 1978年（昭和53年）
  - 7月 - 戸田送信所に、災害時非常用送信機（出力：10kW）を新設する（NEC製 強制空冷式・MBN-7240型、出力管：4CX15000A）[42]。
  - 10月2日 - 榎本勝起がパーソナリティーの早朝の全国ネット番組『榎さんのおはようさん〜!』放送開始（1998年4月3日終了）[112]。
  - 11月16日 - 戸田送信所、メインのラジオ送信機が4代目に変更（NEC製 蒸発冷却式送信機・MBN-7250V型、出力管：4CV50000E、前段部トランジスター化）。これに伴い、第3代は予備機として引き続き運用。第2代は廃用となる[113]。

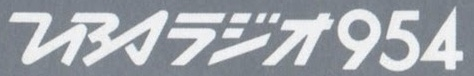
TBSラジオの筆記体時代のロゴ
（周波数付、1978年11月23日 - 1991年9月29日）

- - 11月23日 - 国際電気通信連合（ITU）の取り決めで、ラジオの周波数が9kHzステップへ移行。それに伴い、午前5時をもって周波数をこれまでの「950kHz」から「954kHz」に変更。呼称も「きゅうひゃくごじゅう」から「キューゴーヨン」に改めた[114]。

### 1980年代
- 1980年（昭和55年）
  - 4月17日 - 戸田送信所アンテナに落雷。放送が22秒間停波する事故が起こる[115]。
  - 11月13日 - ラジオCM送出システムが火入れ式、運用開始。DAFリアルタイム送出完成[116]。
- 1981年（昭和56年）
  - 4月6日 - 一話完結のラジオドラマ番組『ラジオ図書館』放送開始（1996年9月16日終了）[117]。
  - 7月14日 - 緊急警報放送実験局の予備免許を取得[116]。
  - 12月25日 - この日、ラジオ開局30周年記念して、30時間の特別編成を実施（『ヤングアイドル全員集合』、『土曜ワイドラジオTokyo イン 上海』ほか）[116]
- 1982年（昭和57年）
  - 3月4日 - ラジオ送信機能にプリエンファシス方式を導入、放送開始。[116]。
  - 7月31日 - （30日深夜）深夜番組『パックインミュージック』が終了。最終回は、TBSホールからの公開生放送だった[118]。
- 1983年（昭和58年）
  - 3月7日 - ネット回線中継装置が完成。翌年3月に運用開始[119]。
  - 12月19日 - 戸田送信所、送信アンテナを更新、2代目のそれを使用開始（電気興業社製。高さ150m、非接地型3方支線式円管柱アンテナ）。これに伴い、開局以来使ってきた初代アンテナは廃用となり、南日本放送へ譲渡される[120]。
- 1985年（昭和60年）
  - 1月 - ラジオ送信機能のプリエンファシス方式を、独自開発の仕様「新プリエンファシス」に移行導入し、放送開始する[121]。
  - 4月22日 - 赤坂局舎に、同局舎のテレビアンテナの鉄塔を使用した、非常用ラジオ送信設備が完成する（出力：1kW 送信機は東芝製 型番：RM-41GS）[122]。
- 1986年（昭和61年）
  - 3月3日 - ラジオセンターの全面更新工事が完成。火入れ式を行う[123]。
  - 4月7日 - 大沢悠里がパーソナリティーの平日朝の生ワイド番組『大沢悠里のゆうゆうワイド』放送開始（2016年4月8日まで。その翌日4月9日から、毎週土曜日午後の週1回放送『大沢悠里のゆうゆうワイド土曜日版』へ移行）[124]。
- 1988年（昭和63年）9月20日 - この日、昭和天皇の容態急変で、テレビと共に、特別報道体制を敷く[125]。
- 1989年（昭和64年/平成元年）
  - 1月7日 - この日午前6時33分に昭和天皇の崩御に伴い、この日の午前6時35分から（平成元年）1月9日午前6時まで、JRN特別編成として報道特別番組をCMなしで放送[注釈 24][126]。
  - 6月5日 - 戸田送信所、メインのラジオ送信機が5代目に変更（NEC製 室内循環強制空冷方式MBT-8047A型、全固体（トランジスター）化、パルス幅変調方式を採用。）。これに伴い、第4代は予備機として引き続き運用。第3代は廃用となる[127]。
  - 11月6日 - この日の放送休止の時間に、AMステレオの実験放送を開始[128]。

### 1990年代
- 1990年（平成2年）
  - 4月9日
    - 早朝の全国ネット番組『榎さんのおはようさん〜!』のTBSローカルの30分の前座番組『起き抜け一番!榎さんのニュース&ミュージック』が放送開始。
    - 「森本毅郎・スタンバイ!」放送開始[129]。

  - 12月2日 - 創立40周年事業として、宇宙特派員・秋山豊寛を乗せた宇宙船（ソユーズ）をソ連・カザフスタンのバイコヌール宇宙基地から打ち上げる（「TBS宇宙プロジェクト」）。打ち上げの様子をラジオでの生放送による実況中継を行った[130]。
- 1991年（平成3年）
  - 5月15日 - 戸田送信所の3代目局舎及び予備アンテナ（高さ57m）の新築工事が完成。これにより、同送信所の1・2代目の局舎が解体撤去される[131][132]。
  - 9月16日 - 新CI（ミクロコスモス）導入。ラジオ用としては併用のゴシック体で「TBS RADIO 954」と表記。これに伴い、筆記体マークを廃止[133]。
- 1992年（平成4年）
  - 3月10日 - AMステレオ放送の本免許を取得[42]。
  - 3月15日 - 9:00、AMステレオ放送の本放送を開始[注釈 25][134][135]。
  - 10月5日 - 『TBSラジオショッピング』放送開始[136]。
- 1993年（平成5年）
  - 2月17日 - 『秋山ちえ子の談話室』が、この日の放送で1万回を達成。同年10月5日には、個人最長放送記録10,164回の世界新記録を樹立する[136]。
  - 3月15日 - ラジオトータルシステム火入れ式。テープレスシステムの運用を開始[136]。
  - 12月1日 - この日の「世界エイズデー」に際し、19時間の世界エイズデー・スペシャルを放送[137]。
- 1994年（平成6年） 1994年1月17日から2020年3月31日まで併用されたTBSグループ共通のロゴ

1994年1月17日から2020年3月31日まで併用されたTBSグループ共通のロゴ

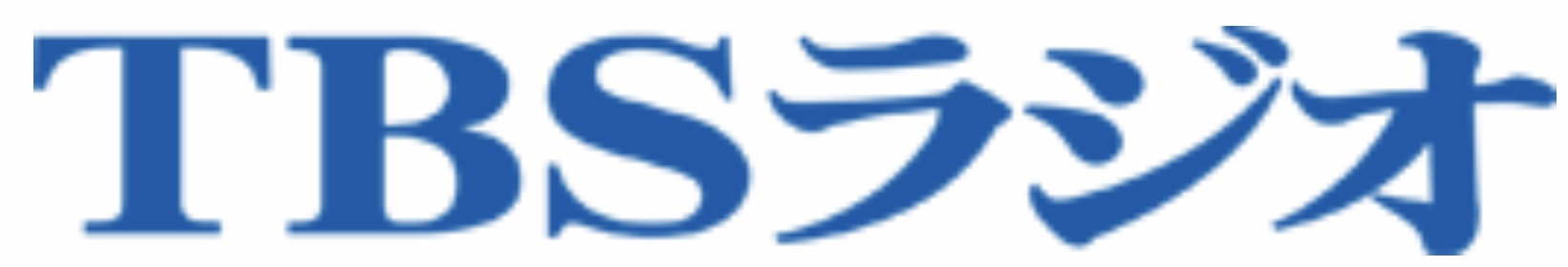
2020年3月31日までTBSラジオの公式文書などに用いられたロゴ

- 1月17日 - 新放送センター完成を前に、VI委員会が新しいロゴの採用を決定。1991年（平成3年）に路線転換されたCIの象徴であった「ミクロコスモス」によるシンボルマークは廃止された。新たなロゴはTBSビジョンデザイン部・小河原義一原案によるTimes New Romanの太字が採用された。
- 8月26日 - 『TBSエキサイトナイター』、ニッポン放送からの番組販売受けで、神宮球場で行われるこの日からの「ヤクルト 対 中日」の3連戦試合を中継。同番組に於いて、異例のケースとなる。
- 10月3日 - 現社屋の「TBS放送センター」（愛称：ビッグハット）に移転。テレビ・ラジオ共に、トータルデジタル化システムによって放送開始。

- 1995年（平成7年）
  - 1月17日 - 「阪神・淡路大震災」が発生。震災報道と共に、救援募金活動を開始する[139]。
  - 2月1日 - 「防災ラジオの日」第1回開催[139]。
  - 2月10日 - 『若山弦蔵の東京ダイヤル954』のパーソナリティである若山弦蔵が、当時ワイド番組でのパーソナリティ最長記録である5694回を達成[139]。
  - 2月25日 - 第二次世界大戦の終戦から50年の節目の年間キャンペーン「戦後50年、私たちはどう生きてきたか」の第1回を実施。「永六輔のドラマチック・ラジオ、もしもあの時」「久米宏のトークスクランブル～ニッポンの素朴な疑問」等の特別番組・編成等を行う[139]。
  - 3月20日 - 東京の帝都高速度交通営団（現在の東京メトロ）の営業運転中の地下鉄車両内において、「地下鉄サリン事件」が発生。事件の速報を随時行う[139]。
  - 4月3日 - TBSのインターネットのホームページが開設する[139]。
  - 4月10日 - 3日前（4月7日）に放送終了した『若山弦蔵の東京ダイヤル954』の後継番組として、この日から、荒川強啓がパーソナリティーの『荒川強啓 デイ・キャッチ!』が放送開始[140]。
  - 4月10日 - ラジオ録音番組の録音・編集・送出が完全デジタル（DAF）化される[139]。
  - 8月14日 - 年間キャンペーン「戦後50年、私たちはどう生きてきたか」の最終回をこの日に実施。その中のラジオドラマ『ラジオ図書館スペシャル「遥かなるズリ山」』（脚本：横光晃）が、後に平成7年度の芸術選奨文部大臣賞・芸術作品賞を受賞[141][142]。
  - 9月1日 - NHKラジオ第1、文化放送、ニッポン放送、Tokyo FMと共に、この年から、「ラジオ災害情報交差点」を放送。その後、毎年1月17日（阪神淡路大震災発生日）と9月1日（関東大震災発生日）に放送を行う。（その後この番組に、RFラジオ日本、J-WAVEも共同参加する様になる。2012年からは、3月11日（東日本大震災発生日）にも行う様になった。）[143]。
- 1996年（平成8年）
  - 4月1日 - TBSラジオ防災プロジェクトに於いて、「防災タクシー」「防災協力店」「災害リポーター」を発足する[144]。
  - 6月13日 - 『全国こども電話相談室』にて、インターネットでの動画生配信を行う[144]。
  - 12月9日 - この日から、開局45周年記念特別編成を開始する（同月21日 ドラマ「クリスマスイブ殺人事件」、23日「この虫10万ドル」、25日「大沢悠里の45回目のクリスマス」（「大沢悠里のゆうゆうワイド」内）ほか）[144]。
- 1997年（平成9年）
  - 1月26日 - ラジオ放送批評番組「TBSラジオレビュー」放送開始[145]。
  - 3月24日 - 同月29日までの6夜連続で、特別番組『アジアスペシャル～アジアの中の日本』を放送[146]。
- 1998年（平成10年）
  - 4月6日 - 3日前の4月3日に放送終了した『起き抜け一番!榎さんのニュース&ミュージック』『榎さんのおはようさん〜!』の後継番組として、この日から生島ヒロシ（元TBSアナウンサー）がパーソナリティーの『生島ヒロシのおはよう定食』（TBSラジオのみ）、『生島ヒロシのおはよう一直線』（全国ネット）が放送開始[147]。
  - 10月5日 - 平日22時から、その日のニュースや旬の話題や社会現象などの討論等を交える番組『BATTLE TALK RADIO アクセス』が放送開始（2010年4月2日終了）[148]。
- 1999年（平成11年）
  - 3月19日 - 戸田送信所、メインのラジオ送信機が6代目に変更（NEC製 MBT-9100A型、全固体（トランジスター）化、デジタル振幅変調方式を採用。）。これに伴い、第5代は予備機として引き続き運用。第4代は廃用となる。この結果、送信所設備は全て固体化（トランジスター）式になり、真空管式が無くなる[149]。
  - 6月 - 美空ひばりの没後10年のイベント連動企画「美空ひばりスペシャル～時代を超えて・世紀を超えて」をこの1か月間かけて放送。同月24日には、「1日ひばりデー」を放送[注釈 26][150][151]。
  - 7月12日 - 21世紀スペシャル第1回「ゴミの逆襲～リサイクルを考える」実施[150]。
  - 10月 - ラジオのインターネット・センターを設置[152]。

### 2000年代
- 2000年（平成12年）3月21日 - 東京放送の完全子会社として、「株式会社ティ・ビー・エス・ラジオ・アンド・コミュニケーションズ」（TBS R&C）設立。東京放送よりラジオ放送事業の送信・経理部門を除く現業全般を業務委託される[152]。

- 2001年（平成13年）

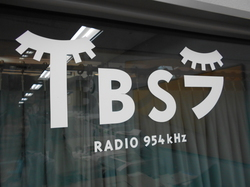
2001年10月から2006年まで使われたロゴ、ただしラジオカーのペイントは直されず2012年頃まで使用

  - 5月28日 - この日の東京放送の取締役会で、ラジオ放送事業をTBS R&Cへ、同年10月1日付で移管することを決定[153]。
  - 10月1日 - 前述の取締役会の決定を受け、東京放送から中波ラジオ放送局の免許を承継。これに伴い、呼出名称だった「とうきょうほうそう」を廃止。TBS R&Cが一般放送事業者に事業転換して呼出符号「JOKR」を継承、呼出名称は「てぃいびいえすらじお（TBSラジオ）」を付与された。これに伴いテレビ単営局に事業転換した東京放送は呼出符号「JOKR-TV」を廃止・返上、新たに呼出符号「JORX-TV」（後「JORX-DTV」）、呼出名称「TBSテレビジョン」が付与された（その後、2009年の東京放送の持株会社化の際にTBSテレビ[注釈 27]が承継して一般放送事業者に事業転換している）。
- 2003年（平成15年）

  - 10月10日 - デジタルラジオの実用化試験放送開始[注釈 28]。
- 2004年（平成16年）6月20日 - メールアドレスのドメイン名が「@best.tbs.co.jp」から「@tbs.co.jp」へ変更[注釈 29]。
- 2005年（平成17年）
  - 4月1日 - 「株式会社TBSラジオ&コミュニケーションズ」に商号変更。
  - 10月3日 - ポッドキャスティングサービス「TBS RADIO podcasting954」を開始。

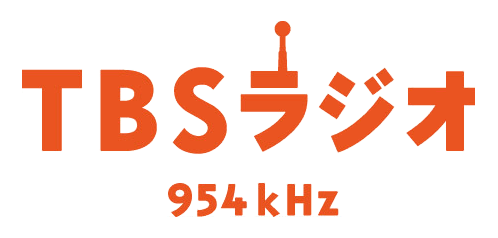
2006年 - 2015年に使われたロゴ

- 2007年（平成19年）4月1日 - クラシック音楽専門のデジタルラジオ放送局「OTTAVA」（オッターヴァ）を、デジタルラジオ放送9202chで放送開始。
- 2008年（平成20年）
  - 4月1日 - 緊急地震速報の放送運用を在京民放ラジオ計9社同時に開始[注釈 30][154]。
  - 9月29日 - デジタルラジオ放送9203ch（203ch）「TBSラジオデジタル」にて、AM放送のサイマル放送を開始[注釈 31][155]。
- 2009年（平成21年）4月1日 - TBSグループの放送持株会社化移行により、親会社の商号が「株式会社東京放送ホールディングス」（TBSHD）となる。

同時に、デジタルラジオ事業の運営がTBS R&CからTBSHDへ移管される。
同日より、デジタルラジオでのサイマル放送「TBSラジオデジタル」が24時間放送に拡大。

### 2010年代
- 2010年（平成22年）
  - 3月15日 - 他の在京ラジオ6局と共同で、インターネットのIPサイマル放送「radiko」の試験配信を南関東-1都3県限定で開始[注釈 33][157][158]。
  - 12月1日 - 他の在京ラジオ6局と同時に、インターネットのIPサイマル放送「radiko」の本配信を開始。同時に、それまでの南関東-1都3県から、サービスエリアを、群馬県・栃木県・茨城県を含む、関東地方全域-1都6県に拡大[注釈 33][159][160]。
- 2011年（平成23年）
  - 1月31日（1月30日） - 1月30日放送分のクロージング、1:33（1月30日深夜25:33）を以って、19年間に亘って実施されたAMステレオ放送を終了[34]。関東地方での転換局としては初めての廃止[注釈 34]。その際、AMステレオ終了に関する告知は行われなかった[注釈 35]。この転換は在京局では初の事例となった。radikoについては引き続き、ステレオでの配信を継続[34]。
  - 3月11日 - 東北地方太平洋沖地震（東日本大震災）発生。他の在京ラジオ局と共に、史上初の「ラジオ災害情報交差点」発動。
- 2012年（平成24年）10月1日 - 関連会社の番組制作会社「ティーエーシー」と「テレコムサウンズ」が合併して「TBSプロネックス」となる。
- 2013年（平成25年）
  - 4月改編にて日曜早朝4:00 - 5:00が放送休止となり、月曜未明と合わせ週2回休止時間が生じることになった（週間番組表・radiko番組表上では『フィラー音楽放送』と表記[注釈 36]）。これは10月改編まで続き10月より万田発酵 presents 朝ドレ情報いちばんをこの時間帯に放送しフィラー状態は解消。荻上チキ（評論家・編集者）が提唱する「ポジ出し」（ポジティブな改善策の提案）をベースに時事問題を取り上げる報道番組『荻上チキ・Session-22』を、4月1日から平日の22・23時台に生放送。
- 2014年（平成26年）
  - 4月1日 - 「radiko.jpプレミアム」サービス開始と同時に参加。プレミアム会員登録（有料）によりほとんどの番組を日本全国から聴取する事が可能になる[注釈 33]。
  - 9月3日 - 総務省よりFM補完中継局の予備免許を付与される。周波数90.5MHz、出力7kW[161][162][163]。

- 2015年（平成27年）

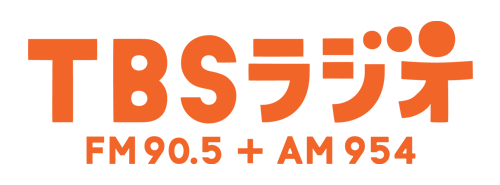
2015年 - 2020年に使われたロゴ

  - 7月13日 - FMサイマル放送開始を見据え、新ロゴマークを発表。当日より順次新ロゴへの移行を開始[164]。
  - 10月5日 - FM補完放送の試験電波発射開始[31][165]。
  - 12月7日 - 13:00から東京スカイツリーの墨田FM補完中継局より、FMステレオ放送によるサイマル放送開始[31][32]。これを記念して在京3局合同記念特番『FMでもキキマス!ゴールデンたまむすび』を東京スカイツリー天望デッキから生放送[166]。
- 2016年（平成28年）
  - 3月6日・7日 - 翌月の社名変更に先駆けて公式サイトの全面リニューアルを実施。TBSテレビ（新サイトでは「TBSテレビ」と「TBS」のいずれでもなく「TBS TV」と表記）のサブページから独立（「tbs.co.jp/radio/」 → 「tbsradio.jp」[注釈 37]）。新サイトのコピーライト表記は社名変更前から「TBS Radio & Communications, Inc.」から「TBS RADIO, Inc.」に変更されていた。メールサーバーは新設せずTBSテレビのそれを共用し続けているため、社名変更後に放送を開始した番組のメールアドレスも「（番組名等）@tbs.co.jp」を維持[注釈 38]。
  - 4月1日 - 商号を「株式会社TBSラジオ」に変更[167]。これにより、対外呼称、呼出名称、社名が統一。
  - 4月8日 - 平日の生ワイド番組『大沢悠里のゆうゆうワイド』が放送終了。翌9日から、毎週土曜日に『大沢悠里のゆうゆうワイド土曜日版』として放送開始。
  - 4月11日 - 前述の『大沢悠里のゆうゆうワイド』に代わる平日の生ワイド番組として、『らじおと』シリーズと『ジェーン・スー　生活は踊る』の放送をこの日から開始。午前中に編成されていた『らじおと』では、月 - 木曜分を『伊集院光とらじおと』、金曜分を『有馬隼人とらじおと山瀬まみと』に充てていた。
  - 6月6日 - クラウド型ラジオサービス「TBSラジオクラウド」を開始。これに合わせる形で同月30日をもってポッドキャスティングサービスを終了すると発表。これまでポッドキャストで提供してきたコンテンツはTBSラジオクラウドに移行する[168]。
- 2017年（平成29年） 11月30日 - 60年にわたって続けられたプロ野球公式戦中継の自社向け放送業務から、完全に撤退することを発表[169][170]。ただし、横浜DeNAベイスターズ主管試合（横浜スタジアムと一部地方球場開催分）のラジオ中継に関しては、翌 2018年（平成30年）以降もJRNに加盟するビジター地元局との協力関係を維持。当該局からの制作受託による裏送り方式での中継の制作を2022年まで継続し、2023年以降も当該局がローカル向けに自社で制作する中継への技術協力を続けている[注釈 39]。
- 2018年（平成30年）
  - 4月2日 - 前年までのプロ野球シーズンで平日のナイトゲーム中継に充てられていた時間帯に、この日から「カルチャー・キュレーション・プログラム」と銘打った3時間の生ワイド番組『アフター6ジャンクション』を通年で編成。
  - 12月8日 - AM放送を送信する戸田送信所の使用電力を、100％再生可能エネルギーに切り替える[171]。

### 2020年代
- 2020年（令和2年）
  - 4月1日 - 翌2021年（令和3年）に控えていたラジオ東京時代からの通算での開局70周年を前に、TBSグループ全体で新たなCIを導入したことに合わせてコーポレートロゴを一新[172]。ロゴの色を青色、放送局ロゴを「TBSラジオ」、企業ロゴを「TBS RADIO」ロゴに変更[注釈 40]。企業情報のウェブページもTBSテレビのサーバーから分離されたが、メールサーバーは引き続きTBSテレビと共用。
  - 10月2日 - 前週の9月26日で終了した『有馬隼人と山瀬まみのらじおと』および、『ジェーン・スー　生活は踊る』の金曜分を継承する生ワイド番組『金曜ボイスログ』の放送をこの日から開始。前週まで平日の22・23時台に編成されていた『荻上チキ・Session-22』も、『荻上チキ・Session』と改題したうえで、「ネットワークトゥデイ」（JRN向けの全国ニュース）を内包した平日夕方の生放送番組として再スタートを切った。『荻上チキ・Session-22』の後番組として、『アシタノカレッジ』の生放送をこの日から開始。

- 2021年（令和3年）

2020年4月1日から併用されるTBSグループ共通の新CI・新ロゴ。TBSラジオの場合はこの右に「RADIO」もしくは右か下に「ラジオ」がつき、放送局ロゴは更にその下に「FM90.5 + AM954」がつく。

  - 7月13日 - ビデオリサーチによる2021年6月度首都圏ラジオ個人聴取率調査で、J-WAVEが1988年（昭和63年）の開局以来初めて単独首位を記録。TBSラジオは2位で、2001年8月期から119期続いた連続首位記録が途切れた[173]。
  - 10月4日 - 開局70周年記念企画の一環として、12月を「TBSラジオ70周年 ～#何かがはじまる感謝祭～」月間に設定することを発表。この日から12月27日までの期間限定で、「#何かがはじまる感謝祭」スペシャルサイトをTBSラジオの公式サイト内に開設[174]。
    - 12月2日 - 武田砂鉄（当時は『アシタノカレッジ』金曜日のパーソナリティ）の責任編集による番組出演者の証言集『開局70周年記念 TBSラジオ公式読本』をリトルモアから発売[175]。
    - 12月24日 - 3部構成による開局70年記念特別番組『TBSラジオ開局70周年「大感謝祭」』を、8:30から17:50まで9時間以上にわたって生放送[176]。
- 2022年（令和4年）
  - 3月26日 - 『大沢悠里のゆうゆうワイド土曜日版』がこの日で放送を終了。平日放送時代を含めた通算の放送回数は8105回で、大沢は自身の意向から、TBSの入社（1964年：昭和39年）以降58年にわたって続けてきたラジオパーソナリティとしての活動にこの日で終止符を打った[177]。
  - 横浜スタジアムでのDeNA主催公式戦・東京ドームでの巨人主催公式戦におけるビジター地元局への裏送り向け中継の制作および、当該中継に対するTBSテレビからのアナウンサー・野球解説者の派遣をこの年限りで終了。DeNA主催公式戦での中継関連業務については、技術スタッフと同スタジアム内の放送ブースを維持したうえで、2023年（令和5年）からMBSラジオにおける金曜日のナイトゲーム中継などビジター地元局が乗り込み方式で中継を制作する場合に限って「技術協力」扱いで関与する体制へ移行[注釈 41]。
- 2023年（令和5年）
  - 4月 - 前月まで10年間にわたって平日の午後に編成されてきた関東ローカルの生ワイド番組『たまむすび』シリーズに代わって、『こねくと』（月 - 木曜日）と『金曜ワイドラジオTOKYO えんがわ』の生放送をJRNとNRNのクロスネット局である長崎放送・NBCラジオ佐賀との同時ネットで開始。『アシタノカレッジ』の放送曜日を月 - 木曜日に短縮したうえで、金曜は『武田砂鉄のプレ金ナイト』を開始。前月まで『アシタノカレッジ』の全曜日フルネットを実施していたJRNとNRNのクロスネット局の北日本放送と新潟放送は、『プレ金ナイト』のみのネットへ移行。
  - 9月 -　『アシタノカレッジ』の放送を28日（木曜日）、『アフター6ジャンクション』の放送を29日（金曜日）で終了。 『アフター6ジャンクション』については、『アフター6ジャンクション2』に改題したうえで、翌週（10月2日）から『アシタノカレッジ』の最終放送枠（月 - 木曜日22:00 - 23:00）を引き継ぐ[178]。金曜日の当該時間帯で『武田砂鉄のプレ金ナイト』の放送を続けることから、『アフター6ジャンクション』シリーズにおける金曜日の放送も9月29日で終了。1952年10月から平日の早朝に放送されてきたJRNの企画ネット番組『歌のない歌謡曲』（TBSでは単独番組としての編成を経て1990年4月9日から『森本毅郎・スタンバイ!』に内包）も、9月29日をもって、71年にわたるTBSでのレギュラー放送に幕を下ろす。
  - 10月 -  『ジェーン・スー 生活は踊る』『金曜ボイスログ』『こねくと』『金曜ワイドラジオTOKYO えんがわ』の放送時間を1時間ずつ延長するほか、『こねくと』と『えんがわ』の放送開始時間を13:00から14:00に繰り下げることに伴って、『荻上チキ・Session』を2日から『アフター6ジャンクション』の放送枠（平日18:00 - 21:00）に充当。TBSで前週（9月29日）まで『荻上チキ・Session』に内包されてきた「ネットワークトゥデイ」については、放送の時間帯（17:30 - 17:44）を据え置いたまま、10月2日からの関東ローカル向け編成で一部のネット局と同様の単独番組に戻す[178]。
- 2024年（令和6年）
  - 6月19日 - 2022年4月からCM素材の一部を、「放送には検討を要する」との意見が考査において出されたことを受けて、社内の担当者が独断でCM素材の進行表を書き換えた上で、既に考査を通過している別のCM素材差し替えていたことを約2年超に渡って行っていたことが発覚。これを受け社として、「放送局と広告主の信頼関係を著しく毀損した」と謝罪を表明（後述）[179][180][181][182][183]。
  - 9月4日 - 前述のCM無断差し替え問題を受けて、経営責任を明確化するため、取締役会長の三村孝成が同月30日付で辞任しエグゼクティブ・フェローに就任、代表取締役社長の林慎太郎が同年10月1日付で代表権を返上し、三村の後任となる代表取締役会長にBS-TBS専務取締役の向山明生の就任を発表[184][185]。

### 補足
- TBSラジオ（東京放送）の新聞ラ・テ等番組表のおける表記は、ラジオ東京時代（1951年12月25日 - 1960年11月28日）は「ラジオ東京」（コールサインの「JOKR」、または「KR」を併記）、東京放送に商号変更後の1960年11月29日 - 1961年11月30日までは「東京ラジオ」（東京放送ラジオ）[注釈 42]としていたが、「TBS」に対外呼称を統一した1961年12月1日以降は「TBSラジオ」となっている。
- 午前5時起点の24時間放送であるが、日曜日深夜（月曜日午前1時）にメンテナンスのため放送休止となる。

## 演奏所・スタジオ

### 過去に使用していたスタジオ
- パノラマスタジオ・レインボースタジオ： 旧TBS本館（赤坂メディアビル）5階にあった生放送スタジオ。1970年代以降、TBSラジオの編成において全日を通して生ワイド番組の比重が高まり、長時間の生放送に対応しうるスタジオとして1971年にパノラマスタジオを、1985年にはパノラマスタジオに隣接してレインボースタジオを設置し、1994年10月2日の放送センター移転に伴う廃止まで生番組で使われた。それまでの防音壁で囲まれた密室という常識を覆して窓を配置。外の景色が見えるようにしたほか、出演者・スタッフが快適に過ごせる配慮もなされていた。レインボースタジオ完成後は両スタジオの間に仕切りガラスが設けられ、クロストークに使われていた。

## 番組

### 番組の編成傾向・歴史
1980年代までは「真面目さ」を前面に押し出していて、「民放のNHK」とも呼ばれていた。関東地区の聴取率調査でニッポン放送に長らく水をあけられていたが、2001年8月から2021年4月までは119期連続で単独首位の座にあった（詳細前述）。
2022年4月の改編時点で森本毅郎・生島ヒロシ・毒蝮三太夫が30年以上にわたってパーソナリティを務める番組を制作していたり、『歌のない歌謡曲』の自社制作版を50年以上にわたってレギュラーで放送したりするなど、番組の制作や編成には長期安定志向が見られる。その一方で、在京他局の番組で人気を博していたラジオパーソナリティ（ニッポン放送の伊集院光やTOKYO FMのライムスター宇多丸など）や、ゲストやコメンテーターとして出演していた文化人（荻上チキやジェーン・スーなど）を帯番組のパーソナリティへ抜擢することも多い。
かつては、大相撲が「若貴ブーム」で盛り上がった平成時代初期の『まった無し!大相撲』（大相撲本場所のダイジェスト番組）、第2次声優ブームの下で数多く編成されたアニラジなど、他局（主に文化放送）で好評を博していたジャンルの番組を後から制作することもあった。聴取率で他局の後塵を拝し続けていた1990年代には、他局のアナウンサー出身のパーソナリティ（ニッポン放送出身の高嶋ひでたけや文化放送出身の吉田照美など）に冠番組を一時任せていたが、短期間で終了してからは両者ともTBSラジオの番組にレギュラーで出演していない。
2000年代の後半に入ってからは、20年以上にわたって自社制作で放送されてきた番組を続々と終了（下記参照）。2018年に聴取率調査の結果よりもradikoでの実測値を重視する方針へ転換してからはこの傾向が顕著で、関東地区のAMラジオ局および、民放ラジオネットワークの基幹局としては初めてプロ野球中継の自社向け放送業務を同年から完全に取り止めている。
- 2001年（平成13年）春終了…クローズアップにっぽん（23年。パーソナリティ芳村真理が長男の不祥事の責任を取る形で2001年1月に降板。その後はTBSアナウンサーが番組終了まで代役をしてつなげた）
- 2001年（平成13年）秋終了 - いすゞ歌うヘッドライト〜コックピットのあなたへ〜（27年）
- 2002年（平成14年）秋終了…昼の話題→秋山ちえ子の談話室（後継で3年間続いた『秋山ちえ子の日曜談話室』を含めると48年）
- 2003年（平成15年）春終了 - ミュージック・ハイウェイ（26年）
- 2004年（平成16年）秋終了 - 五木寛之の夜（25年）
- 2005年（平成17年）春終了 - 牟田悌三・あなたのための税金相談（25年。『牟田悌三の税金相談』時代から半年間の中断期間を経て、このタイトルに変更）
- 2008年（平成20年）秋終了 - 全国こども電話相談室（約45年、内容が大きく変わるリニューアル、2015年（平成27年）3月を以ってリニューアル版である『全国こども電話相談室・リアル!』も終了。『リアル!』も含めた場合通算約52年[注釈 46]。）
- 2009年（平成21年）春終了 - バックグラウンド・ミュージック（45年）、コサキンシリーズ（28年）
- 2009年（平成21年）秋終了 - 味の素 ハート・オブ・ポップス（23年半）、週末のプロ野球中継（終了時の番組名は『TBSラジオ エキサイトベースボール』。聴取率調査週間など不定期の放送に）
- 2012年（平成24年）春終了 - ズバリ快答!テレフォン身の上相談（42年）
- 2012年（平成24年）冬終了…小沢昭一の小沢昭一的こころ（40年。小沢昭一本人の死去によるもの）
- 2013年（平成25年）秋終了 - 永六輔の誰かとどこかで（47年。永六輔の体調を考慮したレギュラー放送の打ち切りで、その後は原則年4回の特番として継続したが、2016年7月に永本人が死去したため、2016年千秋楽をもって完全完結。特番を含めると50年）
- 2015年（平成27年）秋終了 - 土曜ワイドラジオTOKYO 永六輔その新世界（24年半。以後は『六輔七転八倒九十分』として月曜日夜に放送していたが、永の体調が芳しくないため2016年夏に終了。その後、前述の通り永が死去）
- 2016年（平成28年）春終了 - 大沢悠里のゆうゆうワイド（30年。以後は土曜日版の週1回で2022年春まで6年間放送）
- 2017年（平成29年）秋終了 - 平日のプロ野球中継（59年6か月。不定期の中継を含めると65年8ヶ月。週末の中継については、2009年に制作業務から撤退していた。実際には2018年以降も裏送り向けの制作業務を続けていたが、2023年からは横浜スタジアムでのDeNAベイスターズ主管試合を他のJRN加盟局が自社制作・乗り込み方式で中継する場合の技術協力に限定）
- 2018年（平成30年）春終了 - ダイヤル119番（61年）
- 2019年（平成31年）春終了 - 荒川強啓 デイ・キャッチ!（24年）
- 2019年（令和元年）冬終了 - 宮川賢パーソナリティの番組（28年。最終番組は『簡易恋愛プログラム 宮川賢のデートの時間でそ?!』）
- 2022年（令和4年）春終了 - ラジオ寄席（48年。終了発表は同年秋改編開始時）
- 2023年（令和5年）秋終了 - 歌のない歌謡曲（71年。日本の民放ラジオ局で放送期間の最も長いレギュラー番組で、JRNの企画ネット番組。1952年9月から新日本放送＜現在のMBSラジオ＞で開始したことを皮切りに、翌10月からTBSで放送されていた。企画ネット番組としては2023年9月29日放送分で終了したが、MBS・TBSなどを除くJRN加盟局の一部では、同年10月2日以降も自主編成扱いで放送を継続）
- 2025年（令和7年）春終了 - 生島ヒロシのおはよう定食・おはよう一直線（27年。生島ヒロシが不祥事発覚により降板。同年1月28日からは片桐千晶等の代理パーソナリティーが担当し、同年3月31日までつなげた。）

自社制作以外の番組では、2023年春改編の時点で、JRN/NRNクロスネット局の朝日放送（ABC）ラジオから4本の単独提供番組（うち3本はSky提供）を対象にネット受けを実施。ラジオ大阪（NRNシングルネット局）が制作する『司馬遼太郎短篇傑作選』も、スポンサーの事情や同時ネットが可能な番組編成事情を背景にレギュラーで放送している。

## アナウンサー
前述の分社化後に「TBSアナウンサー」として番組に出演しているパーソナリティは、会社法上、番組毎に東京放送→TBSテレビから在籍出向してくるという体制を採用しているため、分社化後のTBSラジオは自社でアナウンサーを雇用していない。BS-TBSも同様の体制を採用しているためにTBSグループのアナウンサーは地上波テレビ・地上波ラジオ・衛星（BS）チャンネルの3波で共通になっている。
この「ラテ兼営局から分社したラジオ単営局では原則アナウンサーを自社雇用せずに関連会社のテレビ単営局から番組毎に出向してくる」体制は、後に同じくラジオを分社化したSTVラジオ（札幌テレビ放送から）・CBCラジオ（中部日本放送→CBCテレビから）・朝日放送ラジオ（朝日放送テレビから）・MBSラジオ（毎日放送〈MBSテレビ部門が残る2代目〉から）も踏襲したことで事実上のラテ兼営局共通の特徴と化している。CSのスカイAやGAORAも同様の体制を採用しているために朝日放送グループとMBSグループではTBSグループと同様に地上波テレビ局のアナウンサーが地上波テレビ・地上波ラジオ・衛星（CS）チャンネルの3波に出演できる体制を維持している。

### 「TBSアナウンサーのパーソナリティ化」をめぐる動き
テレビ・ラジオ兼営体制時代の東京放送（TBS）では、自社のアナウンサーから久米宏・大沢悠里・小島一慶・松宮一彦といったラジオパーソナリティを輩出していた。しかし、1990年代の前半にスポーツアナウンサーの退職・急逝・スポーツ担当からの引退が相次いだことで状況が一変。他局のスポーツアナウンサーを中途採用扱いで1993年から3年続けて入社させたり、新卒採用の男性アナウンサーにスポーツ関連の番組を優先的に担当させたりするなど、スポーツアナウンサーの育成を重視するようになった。その一方で、主にラジオ番組を担当していたアナウンサー（小林豊や鈴木順など）が活動の軸足をテレビ番組へ移す事例や、アナウンス以外の部署に異動する事例も続出。TBSのアナウンサーがパーソナリティを務めた番組が聴取率の面で苦戦を強いられたことや、「ラジオ好き」を公言しながらTBSに採用されたアナウンサーが海保知里や豊田綾乃など少数にとどまっていることもあって、「TBSアナウンサーのパーソナリティ化」の機運が1980年代までの時代ほどには高まらなかった。
TBSからラジオ放送の事業と免許を承継したTBSラジオでは、ラジオ番組のプロデューサー・ディレクターを志す人材を不定期で募集しているものの、アナウンサーを自前（正社員）では採用していない。このような事情から、実際には前述したように、TBSテレビへ転籍・入社したアナウンサーが「番組出向」扱いでTBSラジオの番組へ出演している。その典型が「テレビ好き」を公言している安住紳一郎で、2004年度のナイターオフ期間に放送されたTBSテレビのアナウンサーがパーソナリティを日替わりで務めていた生放送番組『倶楽部・アナ魂ダ!』への出演が転機になって、多数のテレビ番組への出演と並行しながら『安住紳一郎の日曜天国』（毎週日曜日午前中の生ワイド番組）のパーソナリティを担当。テレビ番組での知名度や人気の高さとも相まって、『日曜天国』を関東地区の聴取率調査で全局・全時間1位を記録するほどの番組に育て上げている。2000年代の後半からは、安住以外のアナウンサーからも、若干名が生ワイド番組のメインパーソナリティやパーソナリティと同格扱いの「パートナー」としてレギュラーで出演。外山惠理が複数の番組へ長年にわたってレギュラーで出演しているほか、2022年の4月改編からは、井上貴博が『Nスタ』（TBSテレビ制作の報道・情報番組）平日版のメインキャスターを務めながら『井上貴博　土曜日の『あ』』（土曜日の午後に通年で放送される生ワイド番組）のパーソナリティとしてラジオ番組へのレギュラー出演を再開。他にも、平日の生ワイド番組のメインキャスター・進行を担当するアナウンサーの中で複数名がTBSラジオの生放送番組にレギュラーで出演しているケースが見られる。
TBSラジオの発足後も、『TBSニュース』の担当キャスターや他番組のレギュラー出演者が休演する場合には、TBSテレビ所属のアナウンサー、TBSラジオ（専属の）キャスター、TBSアナウンサー出身の生島ヒロシが設立した「FIRST AGENT（旧：生島企画室）」所属のアナウンサーなどのフリーアナウンサーから代役を起用している。

## TBSラジオキャスター
TBSラジオの関連会社であるTBSグロウディア（旧ティーエーシー→TBSプロネックス）所属のアナウンサーで、1969年7月にラジオカー「TBS950」（現：TBS954）が導入されたのにあわせて起用された「TBS950キャスタードライバー」がその始まりで、その後「TBS954キャスタードライバー」「TBS954情報キャスター」を経て現在の名称となった。通常は、TBSラジオの生ワイド番組内で中継リポートや交通情報を担当している。
一部のキャスターは、上記の担当と並行しながら、TBSラジオが制作する番組の一部（『クラブ954』『井上貴博　土曜日の『あ』』など）のパーソナリティをレギュラーで務めている。他の番組にも、レギュラー出演者の休演日には、アシスタント代理として随時出演。週末を中心に定時ニュース（『TBSニュース』）、TBSラジオがJRN向けに制作する国政選挙の開票特別番組で速報キャスターやリポーター（放送上の肩書は「記者」）を担当することもある。
以下は2022年6月時点でのキャスターで、＊は交通情報の担当経験者。
- 加藤奈央＊（神奈川）
- 楠葉絵美＊（千葉→警視庁）
- 久保絵理紗
- 田中ひとみ
- 柳沢怜＊（神奈川）

2022年6月の時点では、楠葉が交通情報の担当をただ1人続けているほか、田中が『井上貴博　土曜日の『あ』』のアシスタントをレギュラーで務めている。

## 交通情報
放送上のタイトルは基本として「TBSラジオ 交通情報」だが、ゴールデンウイーク中の放送では「TBSラジオ ゴールデンウイーク交通情報」、お盆前後の放送では「TBSラジオ 夏休み交通情報」、年末年始の放送では「TBSラジオ 年末/お正月交通情報」というタイトルを使用。1970年代の後半までは「交通ニュース」、AM放送の周波数を954kHzに変更してからワイドFMの本放送を始めるまでは「954 TBSラジオ交通情報」、1990年代には深夜帯の『岸谷五朗の東京RADIO CLUB』への内包分に限って「東京トラフィック・ナウ」と呼んでいた。
TBSラジオは曜日を問わずほぼすべての回で警視庁交通管制センターTBSスタジオの専属キャスター（女性のみ）からの情報提供である。日本道路交通情報センター（JARTIC）の職員のアナウンスによる交通情報は平日の14時50分頃の1回のみである（首都高速道路会社本部内の首都高速センターと中継）。放送時間は概ね20分台と50分台、日曜の場合は『爆笑問題の日曜サンデー』開始前の12時59分から時報CM開始までスポット枠で交通情報が入る。交通情報は、パーソナリティーからの「時刻は〇時〇〇分、ここで（スポンサーが付く時は「○○がお送りする」）TBSラジオ交通情報です。警視庁（交通管制センター）の○○さん、お願いします。」という呼びかけに「はい」または「はい、お伝えします」の一言で始まる。その番組の最初の枠ではパーソナリティの「お願いします」が「おはようございます」や「こんにちは」などの挨拶になる場合があり、その時はそれに返す。アナウンス終了時はキャスター本人の名前は名乗らず「以上です」または「警視庁から以上です」で締める。生ワイド番組の最初の枠の場合はその後に「今日もよろしくお願いします。」とパーソナリティーに挨拶する場合もある。時間がある時はスタジオのパーソナリティーと前後に掛け合いが入ることもある。なお、スポット枠のように、呼びかける人がいない場合でも、名乗らずに終わる。スポット枠の場合はパーソナリティの代わりに次の放送時間を告知する。
2019年（令和元年）9月27日までの平日昼間の毎時1回目の交通情報では隣接県（神奈川県・埼玉県・千葉県）の県警の交通管制センターにも専属キャスターまたはTBSラジオキャスターを配置し、警視庁からの報告に続ける形で放送を行っていた。原則的には、警視庁→神奈川→埼玉→千葉の順で放送されていたが、例外的に2017年度に放送されていた『都市型生活情報ラジオ 興味R』では変則的な順番で放送されることも多かった。なお、県警発がある番組のうちほとんどは、パーソナリティーが「警視庁から続けてお願いします、警視庁の○○さん。」と警視庁担当者のみ呼びかけ、警視庁以外の担当者は最後に「（神奈川/埼玉/千葉）から○○でした」と名乗っていた。最後になる千葉のキャスターは「◯◯さん（パーソナリティ名）さんどうぞ」などとスタジオに返すこともある。なお、当時『アフター6ジャンクション』内の18時15分頃に放送されていた交通情報では警視庁の後はその都度、一旦スタジオに戻してから神奈川・埼玉・千葉を呼びかけ、最後に警視庁・神奈川・埼玉・千葉をもう一度繋いで、スタジオの計らいで運転中のドライバーへのメッセージ（「今日も安全運転　お疲れ様です!」）を言って終わるという他時間帯とは異なるフォーマットになっていた。
BGMは番組によって異なる。交通情報開始時のジングルは同局内で統一されたメロディーではあるものの、各番組によってステレオ音声の左右のチャンネルが異なっている。また、全国ネットの生放送番組ではジングルは無く、各番組独自のBGMに乗って始まる。なお、このジングルは過去3回変わっており、現在は4代目となる。
限られた時間内により多くの情報を伝えるため、キャスターによるアナウンスは言葉の簡潔化が図られている。例えば、通常の日本道路交通情報センターの場合「中央自動車道上り線、相模湖と八王子の間の小仏トンネルで20キロの渋滞です。渋滞通過に90分かかっております」というところ、TBSラジオでは「中央道上り小仏トンネル20キロ、通過に90分」と短く、また、高速道路のインターチェンジを言う場合、「○○インター」の「インター」を飛ばしてアナウンスする傾向が強い。3桁国道の場合、頻繁に出てくる国道246号、国道254号、国道298号、国道357号などは数字のみで（ニーヨンロク・ニーゴーヨンなど）呼ぶ場合もある。
警視庁管轄なので建物火災による交通規制や渋滞を伝える場合、火災現場の住所や出動した消防車の台数、怪我人の数など、交通事故の場合は具体的な事故現場の住所、事故車輌の数、怪我人の数などを詳細に伝える。イベント等で交通規制がある場合もそれも伝える。キャスターのアナウンスには各個人に個性があり、例えば阿南京子においては頻度は少ないが渋滞中の通行車輌の速度や、都内で行われるデモ行進の情報を織り込んで伝える場合があった。また、番組中で場所や地名などが話題になると、その周辺の交通情報を差し込む場合もある。
金曜日の午前中からランチタイムにかけて生放送を実施している『金曜ボイスログ』では、一般道での事故や首都高速道路の入口閉鎖の情報が入った場合に、規定の放送時間とは別にスポット交通情報が入る。2022年3月まで6年間にわたって月 - 木曜日の同じ時間帯に放送していた『伊集院光とらじおと』でも、このような措置を講じていた。また、『森本毅郎・スタンバイ!』では道路の情報の前に、鉄道関連の情報をパーソナリティーの遠藤泰子が伝える。他の番組では、交通情報のタイミングとは関係なく、遅延や運転見合わせが発生した場合にパーソナリティ（『アフター6ジャンクション』シリーズでは曜日別にパートナーを務めるTBSテレビの新旧アナウンサー）から伝えられる。
2023年（令和5年）10月現在の各担当キャスター
【警視庁】2018年4月2日からは、出演時間は平日の場合朝番が5時25分 - 10時、昼番が10時 - 15時30分、夜番が15時30分 - 19時40分に変更。土・日曜日は時間が異なる。いずれもシフト制となっている。
- 碓氷浩子（1980年代より出演。以前は神奈川の担当だった。元・宮崎放送アナウンサー）
- 長谷川万希子（2004年10月、11月、2015年2月−。1990年代 − 2015年2月までは埼玉担当。元954キャスタードライバー）
- 白井京子（2005年12月 - 。2005年12月までは埼玉の担当だった。元954情報キャスター）
- 中村愛美（2006年10月 - 2010年12月、2012年4月 - 2013年9月、2014年4月 - 2023年4月 、2023年10月 - 。2005年12月 - 2006年10月までは埼玉の担当だった。元954情報キャスター　2019年5月 - 同年7月いっぱいは産休。）
- 飯島純（2015年4月 - 。2013年9月 - 2015年3月までは神奈川の担当、1999年頃に旧姓の『山内純』名義で、警視庁での担当をしていた。元954キャスタードライバー）
- 楠葉絵美（2016年8月 - 。2007年9月 - 2016年6月は千葉の担当。TBSラジオキャスター）
- 桜井園子（2016年10月 - 。元954情報キャスター）
- 野村麻美（2023年8月 - 。2008年2月 - 2009年3月は埼玉の担当。元954情報キャスター）

【各県警】2019年（令和元年）9月27日をもって、神奈川県警・埼玉県警・千葉県警へのキャスターの配置を廃止した。同日の『アフター6ジャンクション』が最後の放送となった。以下は廃止時点での担当者。
- 酒井良子＜神奈川＞（1980年代より出演）
- 柳沢怜＜神奈川＞（2000年より出演。TBSラジオキャスター）
- 加藤奈央＜神奈川＞（2015年9月 - 。TBSラジオキャスター）
- 斉藤裕子＜埼玉＞（2014年12月 - 。1990年代 - 2014年9月は警視庁担当、2014年12月 - 2015年3月までは千葉も兼任。それ以前は埼玉の担当だった時期もあり。元954キャスタードライバー）
- 海老原美代子＜埼玉＞（2017年1月 - 。気象予報士。2013年7月まで気象予報士として、TBSラジオに出演）
- 河瀬やよひ＜千葉＞
- 成宮千晴＜千葉＞（2016年7月 - 。元チバテレビ交通情報担当）

【過去の担当キャスター】
- 坂井志満＜警視庁＞（ - 2004年9月）
- 池田亜希子＜警視庁＞（ - 2005年12月。元954情報キャスター）
- 大島洋子＜警視庁＞（ - 2006年8月。元954情報キャスター）
- 宮脇花織＜警視庁＞（ - 2007年8月。元954情報キャスター）
- 阿南京子＜警視庁＞（1980年代 - 2015年1月。以前は埼玉の担当だった。中咽頭がん治療の為、降板[196]。）
- 恩田美穂子＜警視庁＞（2004年12月 - 2005年12月、2014年10月 - 2016年9月。以前は埼玉の担当だった。元954情報キャスター）
- 山崎景子＜警視庁＞（2008年7月 - 2014年12月。）2006年10月 - 2008年7月までは埼玉の担当だった。元954情報キャスター）
- 平井麻枝子＜神奈川＞（ - 2008年12月。元954情報キャスター）
- 新崎真倫＜神奈川＞（2008年12月 - 2010年3月。元954情報キャスター、現フリーアナウンサー）
- 小西杏奈＜神奈川＞（2015年4月 - 6月。元954情報キャスター）
- 綾部峰雪＜埼玉＞（ - 2006年9月。元954情報キャスター）
- 一場麻美＜埼玉＞（2007年4月 - 2010年9月。元954情報キャスター）
- 波岡陽子＜埼玉＞（2010年6月 - 2015年8月（途中、休養期間あり）。元954情報キャスター）
- 佐藤しほ里＜埼玉＞（ - 2011年4月。元954情報キャスター）
- 安井衣里＜埼玉＞（2011年5月 - 2012年2月。元954情報キャスター）
- 村山亜希子＜埼玉＞（2011年12月 - 2013年5月。元954情報キャスター）
- 大澤瞳＜埼玉＞（2013年6月 - 2014年3月。元954情報キャスター）
- 阿部文音＜埼玉＞（2013年7月 - 2016年3月。TBSラジオキャスター）
- 岡本祥子＜埼玉＞（2015年2月 - 2017年5月。2009年12月 − 2013年8月は神奈川担当だった。2017年6月から産休のため降板。元954情報キャスター）
- 小島明子＜千葉＞（ - 2007年8月。元954情報キャスター）
- 泉貴子＜千葉＞ ( - 2009年2月。元954情報キャスター）
- 多田のり＜千葉＞（1980年代 - 2017年3月）
- 楠本有美＜千葉＞（2017年4月 - 2018年1月）
- 石井美江＜千葉＞（2018年2月 - 2019年1月。TBSラジオキャスター（当時）、現NHK金沢放送局→NHK京都放送局契約キャスター）

## 時報
時報は2000年（平成12年）3月以前はTBSテレビ（アナログ）と同じものを使用しており、正時の2秒前からのカウントされる2点時報で「ピ（ハ低音）、ピ（ハ低音）、ポーン（ハ高音）」であった（TBSテレビの時報は地上デジタル放送完全移行により、現在は放送されていない）。
TBSラジオ&コミュニケーションズが発足した2000年（平成12年）4月1日からは、当時の技術スタッフだった小沢冬平が時報音を作成、これまでの2点時報に音楽をかぶせて、「ピポパポパ、ポーン」（ハ高音）となっている。時報の音楽はラジオのコールサインJOKRをモチーフにしたもの。radikoでは時報が流れず無音となっているが、『JUNK』や『荻上チキ・Session-22』放送中など、番組によっては薄らかに聴こえる事がある。
2022年（令和4年）8月1日からは、TBSグループが『最高の“時”で、明日（あす）の世界をつくる。』のブランドプロミスを軸に同年7月より導入したブランドサウンドをベースに、前回同様小沢によって作られた時報音を使用している。2点時報に音楽を被せるスタイルや音楽のメロディは先代の時報音を踏襲している。
ラジオ時報CMのスポンサーの変遷は以下の通り。
- 1951年12月25日（定時放送開始日）7時：服部時計店[198]
- 不明 - 1976年（昭和51年）頃：シチズン時計
- 1976年（昭和51年）頃 - 1991年（平成3年）9月：カルビー
- 1991年（平成3年）10月 - 1994年（平成6年）3月：商工中金
- 1994年（平成6年）：サッポロビール飲料（後のサッポロ飲料→ポッカサッポロフード&ビバレッジ）、いすゞ自動車「エルフトラック、SUVのビッグホーンの宣伝」一部時間帯のみ。それ以外は番組宣伝並びに当時のテレビ・ラジオのキャッチコピーだった「-yes,TBS」のサウンドロゴ）
- 1995年（平成7年） - 2002年（平成14年）3月：セブン-イレブン
- 2002年（平成14年）4月 - 12月：ファミリーマート
- 2003年（平成15年）1月 - 9月：ヤクルト本社
- 2003年（平成15年）10月 - 2004年（平成16年）3月：新光証券（現：みずほ証券）
- 2004年（平成16年）4月 - 2013年（平成25年）3月：セブン&アイグループ各社（セブン-イレブン、イトーヨーカドー、セブン銀行、デニーズ、アイワイ・カード・サービス、セブン&アイ出版）
  - 2005年（平成17年）8月まではアイワイグループとして提供していた。
  - アイワイカードは7日除く月 - 金14時のみの時報スポンサーである。7日はセブン&アイ出版の「saita」発売日であることから、それが1時・3時 - 24時のスポンサーになる。
  - 平日深夜（火曜 - 土曜）2時およびナイター時間内（19時 - 21時、中継が延長した場合22時・23時も）は番組中に時報が入るためスポンサーは付かず時報音のみの放送。ナイター中継時はCM中でも時報を流す。また、日曜深夜（月曜未明）2、3時は定期放送でない為（通常は1時 - 1時半で終了）、この時間に放送があって、時報を流すときはノンスポンサーとなり「聞けば、見えてくる」のサウンドロゴとなる。また、環境キャンペーン特番の時はCMを挿入せず、そのまま時報に入る（2005年（平成17年）11月から）。
  - 2011年（平成23年）3月11日以降は東日本大震災の影響で時報CMの自粛が行われており、代わりにTBSラジオのジングルが流れていた。
  - 2012年（平成24年）3月11日にも東日本大震災発生日から1年のため、時報CMが自粛され、TBSラジオのジングルが流れた。
- 2013年（平成25年）4月 - 6月：セブン&アイ・ホールディングスが3月で撤退したため、遊学舎[注釈 70]、TBSハウジング渋谷
- 2013年（平成25年）7月 - 現在：ホールセールではなく、各時ごとに個別のスポンサーがつく形に[201]。4月 - 6月までの間も含めスポンサーがつかない場合はTBSによる『radiko』のPRやコールサイン（JOKR）告知が流れる。

※たまに、TBSラジオからのお知らせ→時報の場合もあり（平日22時の時報は、TBS制作映画や舞台の告知が多い）

### 時報スポンサー
- 時報スポンサーがない場合「（なし）」と表記する。この場合、TBSラジオのコールサイン告知[注釈 71]あるいはradikoのPR告知が流れる場合もある。
- その日限定で単発スポンサーの時報CMに差し替える場合あり。
- 背景色の 水色 の番組はJUNK枠。

| 時   | スポンサー                         | 番組名                                                          | 番組名                                  | 番組名                                      | 番組名                       | 番組名                    | 番組名                                   | 番組名                                                             | 注釈        |
| 時   | スポンサー                         | 日曜日                                                          | 月曜日                                  | 火曜日                                      | 水曜日                       | 木曜日                    | 金曜日                                   | 土曜日                                                             | 注釈        |
| ---- | ---------------------------------- | --------------------------------------------------------------- | --------------------------------------- | ------------------------------------------- | ---------------------------- | ------------------------- | ---------------------------------------- | ------------------------------------------------------------------ | ----------- |
| 5時  | TBSハウジング                      | ニュース・天気予報                                              | Brand-New Morning                       | Brand-New Morning                           | Brand-New Morning            | Brand-New Morning         | Brand-New Morning                        | 5時のニュース・天気予報                                            |             |
| 6時  | セゾンファンデックス               | こども音楽コンクール                                            | Brand-New Morning                       | Brand-New Morning                           | Brand-New Morning            | Brand-New Morning         | Brand-New Morning                        | 土曜朝6時 木梨の会。                                               |             |
| 7時  | ECC                                | カンニング竹山・神田愛花 100年ラヂオ商会 （朝日放送ラジオ制作） | 森本毅郎・スタンバイ!                   | 森本毅郎・スタンバイ!                       | 森本毅郎・スタンバイ!        | 森本毅郎・スタンバイ!     | 森本毅郎・スタンバイ!                    | まとめて!土曜日                                                    |             |
| 8時  | ロジスティード                     | ONE-J                                                           | 森本毅郎・スタンバイ!                   | 森本毅郎・スタンバイ!                       | 森本毅郎・スタンバイ!        | 森本毅郎・スタンバイ!     | 森本毅郎・スタンバイ!                    | まとめて!土曜日                                                    |             |
| 9時  | ミライフ                           | ONE-J                                                           | パンサー向井の#ふらっと                 | パンサー向井の#ふらっと                     | パンサー向井の#ふらっと      | パンサー向井の#ふらっと   | 今田耕司のお耳拝借!金曜日                | 土曜ワイドラジオTOKYO ナイツのちゃきちゃき大放送                   | [ 注釈 72 ] |
| 10時 | よつ葉乳業                         | 安住紳一郎の日曜天国                                            | パンサー向井の#ふらっと                 | パンサー向井の#ふらっと                     | パンサー向井の#ふらっと      | パンサー向井の#ふらっと   | 今田耕司のお耳拝借!金曜日                | 土曜ワイドラジオTOKYO ナイツのちゃきちゃき大放送                   |             |
| 11時 | 龍角散                             | 安住紳一郎の日曜天国                                            | ジェーン・スー 生活は踊る               | ジェーン・スー 生活は踊る                   | ジェーン・スー 生活は踊る    | ジェーン・スー 生活は踊る | 金曜ボイスログ                           | 土曜ワイドラジオTOKYO ナイツのちゃきちゃき大放送                   | [ 注釈 73 ] |
| 12時 | 村内ファニチャーアクセス八王子本店 | Again Radio!!～夢は口に出せば叶う～                             | ジェーン・スー 生活は踊る               | ジェーン・スー 生活は踊る                   | ジェーン・スー 生活は踊る    | ジェーン・スー 生活は踊る | 金曜ボイスログ                           | 土曜ワイドラジオTOKYO ナイツのちゃきちゃき大放送                   |             |
| 13時 | ニップン                           | 爆笑問題の日曜サンデー                                          | ジェーン・スー 生活は踊る               | ジェーン・スー 生活は踊る                   | ジェーン・スー 生活は踊る    | ジェーン・スー 生活は踊る | 金曜ボイスログ                           | 井上貴博 土曜日の『あ』                                            |             |
| 14時 | （なし）                           | 爆笑問題の日曜サンデー                                          | こねくと                                | こねくと                                    | こねくと                     | こねくと                  | 金曜ワイドラジオTOKYO えんがわ           | 井上貴博 土曜日の『あ』                                            |             |
| 15時 | （なし）                           | 爆笑問題の日曜サンデー                                          | こねくと                                | こねくと                                    | こねくと                     | こねくと                  | 金曜ワイドラジオTOKYO えんがわ           | ドン・キホーテ presents テリー伊藤 昭和モーレツ天国                |             |
| 16時 | （なし）                           | 爆笑問題の日曜サンデー                                          | こねくと                                | こねくと                                    | こねくと                     | こねくと                  | 金曜ワイドラジオTOKYO えんがわ           | Nisshoプレゼンツ 渡部絵美の住まいるハウス                          |             |
| 17時 | （なし）                           | コシノジュンコ MASACA                                           | 荻上チキ・Session                       | 荻上チキ・Session                           | 荻上チキ・Session            | 荻上チキ・Session         | 荻上チキ・Session                        | 要潤のMagic Hour                                                   |             |
| 18時 | radiko（なし）                     | 宮舘涼太のロイヤルサロン                                        | 荻上チキ・Session                       | 荻上チキ・Session                           | 荻上チキ・Session            | 荻上チキ・Session         | 荻上チキ・Session                        | 杉本琢弥のVAVAVA                                                   |             |
| 19時 | radiko（なし）                     | イースト駅前クリニック presents 川島明のねごと                  | 荻上チキ・Session                       | 荻上チキ・Session                           | 荻上チキ・Session            | 荻上チキ・Session         | 荻上チキ・Session                        | 丹生明里 HAPPY CARAVAN                                             |             |
| 20時 | （なし）                           | 遺産相続の専門家集団・NCP presents 稲村亜美と司法書士           | アフター6ジャンクション2                | アフター6ジャンクション2                    | アフター6ジャンクション2     | アフター6ジャンクション2  | やる気スイッチラヂオ アストルム          | リンレイpresents 三丁目バス停前の珈琲店 〜金沢雅美と家族のかたち〜 |             |
| 21時 | 番宣                               | Sky presents 中村七之助のラジのすけ （朝日放送ラジオ制作）      | アフター6ジャンクション2                | アフター6ジャンクション2                    | アフター6ジャンクション2     | アフター6ジャンクション2  | 宮藤さんに言ってもしょうがないんですけど | 藤田ニコルのニコニチ                                               |             |
| 22時 | 番宣                               | 井上芳雄 by MYSELF                                              | コジ10 小島秀夫の「最高の10時にしよう」 | SCALP D presents 那須川天心のかんきもラジオ | 佐倉綾音 論理×ロンリー       | WILD BLUEのわぶらじ       | 武田砂鉄の プレ金ナイト                  | TALK ABOUT                                                         |             |
| 23時 | radiko（なし）                     | 松本隆 風街ラヂオ                                               | かまいたちのヘイ!タクシー!              | バービーとおしんり研究所                    | イモトアヤコのすっぴんしゃん | 秘密諜報員みなみかわ      | 武田砂鉄の プレ金ナイト                  | TALK ABOUT                                                         |             |
| 0時  | radiko（なし）                     | 林原めぐみのTokyo Boogie Night                                  | 空気階段の踊り場                        | アルコ&ピース D.C.GARAGE                    | スタンド・バイ・見取り図     | ハライチのターン!         | マイナビ Laughter Night                  | 俺達には土曜日しかない                                             |             |
| 1時  | （なし）                           | 放送休止                                                        | 伊集院光 深夜の馬鹿力                   | 爆笑問題 カーボーイ                         | 山里亮太の 不毛な議論        | おぎやはぎのメガネびいき  | バナナマンの バナナムーンGOLD            | 東京ポッド許可局                                                   |             |
| 2時  | （なし）                           | 放送休止                                                        | 伊集院光 深夜の馬鹿力                   | 爆笑問題 カーボーイ                         | 山里亮太の 不毛な議論        | おぎやはぎのメガネびいき  | バナナマンの バナナムーンGOLD            | 脳盗                                                               | [ 注釈 74 ] |
| 3時  | 番宣                               | 放送休止                                                        | CITY CHILL CLUB                         | CITY CHILL CLUB                             | CITY CHILL CLUB              | CITY CHILL CLUB           | CITY CHILL CLUB                          | さらば青春の光がTaダ、Baカ、Saワギ                                 | [ 注釈 74 ] |
| 4時  | TBSハウジング                      | にゅーとぴ♪                                                     | CITY CHILL CLUB                         | CITY CHILL CLUB                             | CITY CHILL CLUB              | CITY CHILL CLUB           | CITY CHILL CLUB                          | Music Palette♪                                                     |             |

## オープニング・クロージング
放送開始・終了時には文化放送（QRソング）やラジオ大阪（OBCソング）と同様に歌が流れる。その歌はキャッチフレーズの変更と共に過去に2回変えられた。
開局 - 1978年（昭和53年）9月
放送開始時は、「（ラジオ東京）シグナルミュージック」オープニング版（室内オーケストラによるオリジナルの放送開始曲で、管弦楽にアコーディオンが加わった独特の編成）に続いて開始アナウンス。同終了時は、山田耕筰歌曲「この道」をハープの伴奏によるフルートで演奏。それをBGMに放送終了の挨拶が放送され、その後アナウンサーが周波数・送信出力アナウンス（例えば、1971年の出力増加時からは「お聞きの放送は周波数950kHz、出力100kWでお送りいたしました。」となる）の後に、「東京放送、TBSラジオです。J、O、K、R。」のアナウンスの後、「（ラジオ東京）シグナルミュージック」エンディング版（オープニング版と同じオリジナル曲のメロディーをエンディング用に編曲した、弦楽とビブラフォンによる静かな短い音楽）が演奏されて放送終了。
1978年（昭和53年）10月 - 1990年（平成2年）3月
使用音楽は「YOU ARE NOT ALONE」。歌は来栖アンナ、作詞は兼城昌昭（TBS社員）、作曲は小杉保夫。歌詞の一節は1978年（昭和53年）（開局の1951年（昭和26年）から27年後）に制定された新周波数、954kHzを意識している。来栖ANNA名義で1981年に発売したアルバム「Cruising Cruz」にTBSラジオの局名を外して歌詞を若干変えたバージョンが収録され、同アルバムからシングルカットされた「STRANGER IN KYOTO」のEP盤にもカップリングとして収録されている。
1990年（平成2年）4月 - 2000年（平成12年）9月
使用音楽は「きいたら、ききたい」。歌は森川由加里、作詞は伊藤アキラ、作曲は馬飼野康二。終了時の曲は2番のカラオケ部分が短縮された時もある（カットの場合は音楽がモノラル音声（放送波はステレオのまま）になり、アナウンスも別の人になっていた）。ジャンクション時（朝5時前）は、ステブレに使われるTBSコーラスと同じ曲をバイオリンによる編曲にしたものを使っていた（アナウンスは吉川美代子アナウンサー）。
2000年（平成12年）10月 -
使用音楽は「聞けば、見えてくる。」。歌は高尾直樹によるア・カペラ。2001年（平成13年）10月1日からは分社化されたためアナウンスが変更された。なお、ジャンクション時（朝5時前。ただし、月曜日のみ4時前のオープニング直後）の音楽はこの歌のピアノバージョンが使われている。ジャンクション・放送開始・終了時のいずれもアナウンスは堀井美香アナウンサー（言い回しは2001年（平成13年）10月1日から「お聞きの放送は、TBSラジオです。周波数954kHz、出力100kWでお送りしています。J、O、K、R。TBSラジオです」）。
緊急警報放送の試験信号発射等に関する特記
毎月1日は緊急警報信号の試験発射の為、無しの期間があった（月曜日を除く）。現在は緊急警報信号が第2週目の日曜放送終了後（試験が無い場合もある）に移動したため放送されている。緊急警報信号のアナウンスは生放送で行っており、宿直のスタッフなどが行っている。稀にクロージング終了後にTBSラジオキャスターが台風情報などを読み上げることがあり、その流れでラジオキャスターが緊急警報信号のアナウンスを読み上げるケースも存在する。2023年4月23日深夜の放送終了時にはこの日行われた統一地方選に関する臨時ニュースを読み上げた記者がそのまま生放送でクロージング・コールサインを読み上げた。
放送終了時の放送
アナウンスは2015年12月6日のクロージングおよび7日のオープニングまでが、堀井美香アナウンサー（当時）。ワイドFM開始後に録音された2015年12月20日のクロージングおよび21日のオープニングからが、笹川友里アナウンサー(当時)。アナウンス音源は笹川退社後も継続して使用されている。
高尾直樹による歌が流れ、1番終了後「今夜も遅くまで、TBSラジオにお付き合い下さいまして、ありがとうございました。まもなく、お別れの時間です」とアナウンスが入り、2番に入る。2番の後「TBSラジオはこの後しばらく放送をお休みして、朝の放送は午前4時からお送りいたします。それでは、お休みなさい」と再びアナウンス。サビの繰り返し後「お聞きの放送は、TBSラジオです。AMは周波数954kHz、出力100kW。FMは周波数90.5MHz、出力7kWでお送りいたしました。J、O、K、R。TBSラジオ」と入る。（月曜＜原則＞1時に放送）
放送開始時の放送
2015年12月7日のオープニングまで
堀井美香アナウンサーの試験電波送信開始告知を行ったのち、「Fairytale（エンヤ）」、「A Summer Long Since Past（Virginia Astly）」、「The Top of the Morning（Mike Oldfield）」の3曲を流す。それぞれの曲の末尾に試験電波告知を同時に行う。そして、「The Top of the Morning」の最後に送信終了の告知放送をかぶせて行ったのち、高尾直樹による歌が入る。その際、イントロに「J、O、K、R。TBSラジオです」のアナウンスが入る。1番の後「おはようございます、TBSラジオです。この放送は、周波数954kHz、出力100kWでお送りしています」と入り、2番の後「おはようございます、いつもTBSラジオをお聞き下さいまして、ありがとうございます。今日も1日元気にお過ごし下さい。これより、今日の放送を開始いたします」と放送開始のアナウンスが入り、サビの繰り返し後「J、O、K、R。TBSラジオ」が入る。分社化前の2001年9月24日の放送開始まではイントロが「J、O、K、R、東京放送、TBSラジオ。」、サビの繰り返し語が「J、O、K、R。T、B、S」となっていた。その後ジャンクション時のアナウンスが入る。（月曜4時前に放送）
2015年12月21日のオープニングから
高尾直樹による歌が入る。その際、イントロに「J、O、K、R。TBSラジオです」のアナウンスが入る。1番の後「AMは周波数954kHz、出力100kW。FMは周波数90.5MHzでお送りしています」と入り、2番の後「おはようございます、いつもTBSラジオをお聞き下さいまして、ありがとうございます。今日も1日元気にお過ごし下さい。これより、今日の放送を開始いたします。」と放送開始のアナウンスが入り、サビの繰り返し後「J、O、K、R。TBSラジオ」が入る。その後ジャンクション時のアナウンスが入る。（月曜4時(5時)前に放送）
短縮版の放送開始・終了
2006年（平成18年）11月6日、歌が省略されアナウンスのみで放送が終了/開始された（なお、アナウンス内容は同一）。試験電波の発射もこの日に限り行われなかった。
その他
2013年4月から9月まで土曜深夜（日曜未明）4時から5時を名目上放送休止とみなし「フィラー音楽放送」としていたが、特に4時の休止開始前、5時の放送再開後のアナウンスは行われていない。4時の時報後音楽が流れだし、4時59分にピアノ演奏によるジャンクションアナウンスが入る。
放送中に流れる局のサウンドロゴ（ジングル、サウンドステッカー）（正確はTBSラジオの公式ページ案内ソング）は男性ボーカルグループのBaby Booが歌っている。また、2015年12月から使用されている、AM・FM両周波数を織り込んだサウンドステッカーは、クラウドソーシングサイト「アーティストクラウド」を通じてTBSラジオが募集、声優の小岩井ことりが制作・応募した作品が採用され使用されている。2023年4月からはTBSグループ共通のブランドサウンド（2022年7月導入）を元に音楽プロデューサーのRAM RIDERが制作したステーションジングルが地上波及びポッドキャストにおいて使われている。

### 完全分社化に伴う告知放送
2001年（平成13年）9月30日の23:59から10月1日の0:01にかけて、完全分社化（正式には放送事業・免許を東京放送（その後テレビ専業を経て現在は放送持株会社のTBSホールディングス）から当社に継承）に伴う告知放送が行われた。
- 9月30日23:59に東京放送のラジオ放送局事業としての締めくくりとしてサウンドロゴをバックに「お聞きの放送は、東京放送が周波数954kHzでお送りしました。TBS東京放送、JOKR」という堀井美香アナウンサーのアナウンスが行われ、その後時報CM（セブン-イレブン提供）を放送。
- 時報に続き10月1日0:00に宮内鎮雄アナウンサーから「JOKR TBSラジオ。お届けしている放送はただいまの時刻をもちまして、TBS東京放送より放送免許を引き継いだティ・ビー・エス・ラジオ・アンド・コミュニケーションズからの放送になります。」という内容で分社化放送開始のアナウンスが行われた[207]。分社化最初の放送は『林原めぐみのTokyo Boogie Night』。

## 歴代コーポレートメッセージ
ここでは、「ラジオ東京スピリッツ〜TBSラジオ開局60周年」内の過去の番組表より確認できたものを示す。一部使用期間が重なるものもある。
- リゾナンス編成のTBSラジオ（1973年4月 - 9月）
- 聞きごたえのあるTBSラジオ（1973年10月 - 不明）
- 新しい発見（不明 - 1977年3月）
- 街コミュニケーション（1977年4月 - 1978年3月）
- もうひとりの友だち（1978年4月 - 1979年3月）
- プラス4の魅力（1978年10月、周波数を950kHzから954kHzへ変更した事に伴う告知）
- 954 ラジオははずむTBS（1979年4月 - 1983年3月）
- あなたのラジオお元気ですか（1983年4月 - 1989年9月）
- 信頼と共感のTBSラジオ（1984年4月 - 9月）
- きょう心にひびくことば（1985年4月 - 9月）
- "今"がきこえる（1987年4月 - 1990年9月）
- もっと素敵に。TBS。（1988年4月 - 1991年3月、TBSテレビと共通）
- フィーリングの時代からメッセージの時代に（1991年4月 - 9月）
- YES,TBS（1994年4月 - 1996年9月、TBSテレビと共通）
- いま大切なこと伝えます〜Live & Lifeライン（1995年4月 - 9月）
- いま、GET!（1995年10月 - 1996年3月）
- ホット れぃでぃお TBS!!〜本音でトーク（1996年10月 - 2000年3月）
- 聞けば、見えてくる（2000年10月 - 、2020年1月以降は局名告知に限定して使用）
- 何かが始まる音がする（2020年1月 - 2023年9月）
- ときめくときを。（現行、2023年10月 - 、TBSグループ共通のブランドメッセージ）

## その他のメディア
以下はTBSラジオが制作する、中波放送・FM補完放送・radiko以外のマスメディア。

### 現在運営中
- TBSラジオクラウド - 2016年（平成28年）7月1日放送開始。同年6月まで行っていたポッドキャストをストリーミング配信の形態に移行したもの。2017年（平成29年）1月30日より、全国の民放ラジオ11社（中波8・短波1・FM2）と博報堂DYメディアパートナーズと共同でスマホ用ネットラジオアプリ「ラジオクラウド」のサービスを開始。
- TBS Podcast - ポッドキャスティングによるインターネットラジオ局。TBS RADIO podcasting954として 2005年（平成17年）10月開設、2016年（平成28年）6月30日サービス終了し、一旦（TBS）ラジオクラウドのサービスに統合されたが、2020年（令和2年）4月からSpotify向けに一部番組から段階を追って再開[208]、2022年（令和4年）10月から本格的にポッドキャストサービスを再開[209]
- AudioMovie®（オーディオムービー） - 2019年（令和元年）11月開設。

### 放送終了
- BS-iラジオ - BS-iにてBSデジタル音声放送（通称：BSデジタルラジオ）の番組制作を担当していた。2000年（平成12年）12月1日開局。2005年（平成17年）9月30日終了。
- TBSラジオデジタル - 地上デジタル音声試験放送にて行っていたAMラジオのサイマル放送。2008年（平成20年）9月29日開始。2011年（平成23年）3月31日終了。
- OTTAVA（オッターヴァ） - 地上デジタル音声放送とインターネットラジオによるクラシック音楽専門のラジオ局。2007年（平成19年）4月開局。2009年4月1日、TBSの持株会社移行と同時にデジタルラジオ事業がTBSラジオ&コミュニケーションズから東京放送ホールディングス（TBSHD）へ移管。『OTTAVA』の運営もTBSHDが担うこととなる。デジタルラジオの放送は全局廃止により2011年（平成23年）3月31日終了。インターネットラジオ放送は、2014年7月に東京放送ホールディングスからナクソス・ジャパン株式会社傘下（当時）のOTTAVA株式会社に事業譲渡され、現在も放送は継続中である。現在ではTBS、またその関係会社との関係はない。
- TBS RADIO WEB RADIO - AMラジオの一部コーナーをインターネットにてオンデマンド配信を行っている。1999年（平成11年）、「小沢昭一の小沢昭一的こころ」を皮切りにスタート。事実上TBSラジオクラウドに吸収された。

## 著名な在籍者

### 在籍中
- 池田卓生（編成局制作センター制作部部次長、番組プロデューサー、通称「池P」）
- 小桧山雅仁（営業統括局営業部所属・横浜支局長兼務、元・横浜ベイスターズ投手）
- 崎山敏也（編成局制作センター所属、報道記者）
- 澤田大樹（編成局制作センター所属、報道記者）

### 過去
- 武田一顯（「国会王子」との異名で知られた報道記者、2018年7月にTBSテレビの営業局へ異動した後に2023年6月で退社）
- 橋本吉史（「橋P」という通称で知られる番組プロデューサー、2024年6月に退社）

## トラブルによる放送休止
- 1997年（平成9年）頃に送信所トラブルが発生し、『宮川賢の誰なんだお前は?!』放送中（夜11時前の時報CMに入る直前）に、予備送信設備へ切り替えを行った。これは放送音声（AMステレオ音声の左チャンネル）に、断続的な雑音が発生していたためである。切替後、予備機からのため音量が普段より小さい状態が続いたが、約1週間後に送信所が復旧し通常の送信に戻った。
- 2001年（平成13年）8月に台風が原因で送信所にトラブルが生じ、数日間放送事故が多発していたため、8月22日に『コサキンDEワァオ!』を東京のみ1時間に短縮放送し、深夜2時から翌朝4時まで放送を休止して送信所の点検・調整を行った（放送予定の『Ride on music!』は中止）。この時、『コサキンDEワァオ!』の前後に、放送休止に関してのお詫びコメントを約1分間アナウンサーが伝えた。
  - しかし、上記点検の後も不安定な状態が続いたため、9月2日深夜に再び放送を休止して深夜1時から点検・調整を行った（放送予定の『ラジオパステルコレクション』、『量産型アリtoキリギリス』は中止）。上記同様に放送を終了する際、約1分間の放送休止のお詫びコメントをアナウンサーが伝えた。

## 不祥事

### 放送番組での不祥事
2023年（令和5年）4月、土曜日深夜の番組『俺達には土曜日しかない』同年4月22日(23日午前)放送回で紹介したラジオネーム「サキピ」からのメールがスタッフの自作であったことを明らかにした。さらにそれ以前にも同様のケースが現時点で13件確認されたことも併せて報告した。これについて局は「番組をお楽しみ頂いているリスナーの皆様、パーソナリティ、番組を支援いただいているスポンサー及び関係者の皆様の信頼を損ねる行為であったこと、深くお詫び申し上げます」等とする謝罪文を局の公式サイトに掲載した。
この件について同年5月31日に行われた定例記者会見で社長の三村孝成（当時）は「番組を楽しみにしていただいているリスナーの方々。パーソナリティーの綾小路翔さん、スポンサー、関係者の皆さまの信頼を損ねる行為」とし「今回の件は重く受け止めておりまして、二度と起きないように徹底しております」等と謝罪。原因について「あるリスナーの悩みを解決するための回答が同じような内容が多かったために、スタッフが（回答の）バリエーションを増やすために自作してしまったのが原因」と述べた。

### CM素材を巡る不祥事
2022年（令和4年）4月、広告主から納品された複数のCM素材のうち、一部のCM素材について、「放送には検討を要する」との意見が考査において出されたことを受けて、TBSラジオの担当者が独断でCM素材の進行表を書き換えた上で既に考査を通過している別のCM素材に約2年超にわたって差し替えていたとして、2024年（令和6年）6月19日に謝罪した。
その後同年9月4日に同局の社内調査およびTBSホールディングスの第三者を交えた委員会による調査の結果を公表、その中で6月に公表した広告主1社の無断差し替えに加え、同広告主と別の広告主1社の計2社の生CM無断差し替えが確認されたことが判明した。いずれも同じ営業担当者と広告会社が担当しており、担当者は2022年11月から2024年6月にかけて、考査の見解をもとに生CMの原稿に変更を加え、広告会社・広告主に報告しないまま放送していた。放送確認書の偽造は公表した分以外にはなく、他の担当者による不正や上長からの指示など組織的な関与もなかったとしたが、社内規定に基づき担当者や上長などを懲戒処分するとともに、経営責任を明確にするため、会長の三村孝成が9月30日付で辞任、社長の林慎太郎が10月1日付で代表権を返上し、同日付でBS-TBS専務取締役の向山明生を代表取締役会長に就任させる人事を決定、あわせて林は役員報酬の月額30%を3ヶ月間自主返納することになった。再発防止策として、不正の余地を無くすため営業担当者をCM進行表や放送確認書の業務に関与させない体制作りを徹底するとともに、社員教育の見直しを実施するとしている。
9月6日、日本民間放送連盟はTBSラジオに対し4日に厳重注意を行ったと発表した。再発防止に向けた取り組みの着実な実行も求め、また同時に会員全社に対し、CMをめぐる社内プロセスの再点検などを要請した。